# Festival Eurovisão da Canção 2010
O Festival Eurovisão da Canção de 2010 (em inglês: Eurovision Song Contest 2010, em francês: Concours Eurovision de la chanson 2010 e em norueguês: Internasjonale/Europeiske Melodi Grand Prix 2010) foi o 55º Festival Eurovisão da Canção na história. Com a vitória de Alexander Rybak pela NRK na Eurovisão 2009 com a canção "Fairytale", a Noruega venceu o direito de organizar o festival, que se realizou na cidade de Baerum,um surbúrbio de Oslo na Telenor Arena (com uma capacidade superior a vinte mil espectadores). As datas oficiais foram apresentadas no dia 27 de maio de 2009. Nos dias 25 de maio e 27 de maio realizaram-se as duas semifinais, respectivamente, e no dia 29 de maio teve lugar a grande final. Assim o Festival realizou-se não só na data mais tardia desde que há semifinais, como também na data mais tardia desde o festival de 1999 (a final nesse ano foi em 29 de Maio, ou seja, o mesmo dia). No entanto, as datas previstas para o Festival nem sempre foram estas, visto que tiveram de ser alteradas. As datas preliminares eram 18 de maio (1ª semifinal), 20 de maio (2ª semifinal) e dia 22 de maio (grande final). No entanto, a data da final gerou alguma "confusão", pois no dia 22 de Maio, também teria lugar a final da Champions League, por isso estas datas iniciais do festival foram alteradas, e antes disso, houve várias especulações sobre uma provável realização do festival em 2 e 4 de Junho (semifinais) e a final no dia 6 de junho. Devido ao fator da data provisória chocar com a da Final da Champions League, várias televisões (como a RTP de Portugal, por exemplo), teriam que trasmitir o festival no seu canal secundário ou então posteriormente.
O formato do festival foi o mesmo de 2008 e 2009, com duas semifinais e, posteriormente, uma final. O sistema de votação, sofreu apenas uma alteração em relação aos festivais de 2008 e 2009: as semifinais passam também a ter um sistema de votação 50% televoto e 50% júri, como acontecia na final, deixando de haver 9 classificados por televoto e um por júri para a final. Já o ato de votação acarreta a maior mudança na Eurovisão desde a implementação do sistema de votação por televoto. Ao contrário dos últimos anos, onde eram utilizados 15 minutos para votar no fim do espetáculo, em 2010 a votação passou a acontecer durante todo o espetáculo (nos três eventos), mas mesmo assim no final foi feita a habitual contagem decrescente dos quinze minutos finais de votação. Para a edição deste ano, havia a expectativa de um novo recorde de países. Era esperada a participação de 40 a 45 nações europeias (o máximo estabelecido pela EBU. A União Europeia de Radiodifusão anunciou, logo após o festival de 2009, que trabalharia fortemente para que antigos países como a Itália, o Mónaco e a Áustria retornassem ao concurso já na edição de 2010, porém tal não aconteceu. Aquele organismo anunciou também que o Cazaquistão, a Palestina e o Qatar, apesar de quererem entrar no concurso, o mais provável de acontecer seria não terem sua participação autorizada, já que se localizam fora da zona geográfica pretendida para o festival e além disso não têm uma televisão local afiliada à EBU.
Pela primeira vez, em vários países, fãs criaram petições online para levar um determinado artista ao festival, como é o caso de Portugal, com o seu ano pioneiro nesta matéria, onde foram criadas dezenas de petições e publicidades. A primeira reunião oficial entre a EBU e a televisão norueguesa, NRK,  responsável pelo festival, ocorreu a 10 e 11 de junho de 2009. Nessa reunião, Jon Ola Sand foi nomeado Produtor Executivo do Festival Eurovisão da Canção 2010, assim como a restante equipa apresentada. Para esta edição do festival, União Europeia de Radiodifusão anunciou que convidou 54 países para participar no evento, no entanto com um máximo de 45 países. Em 4 de dezembro de 2009 ocorreu a entrega da chave da cidade anfitriã eurovisiva em Oslo, onde também foi apresentado o tema do festival: "Share The Moment", assim como os traços gerais para a realização do concurso. No dia 31 de dezembro de 2009, foi revelada a lista final de participantes pela União Europeia de Radiodifusão, onde constava a Lituânia que se havia retirado do festival. No fim, ficaram confirmados 39 países confirmados para 2010, três a menos do que a edição anterior e quatro a menos do que as edições de 2008 e a posterior em 2011.

## Formato
O Ministro Norueguês da Cultura, Trond Giske, e o director-executivo da NRK, Hans-Tore Bjerkaas aprovaram um orçamento de 17 milhões de euros (150 milhões de Kroners Norueguesas) para a realização do evento. O valor é bem menor do que todos os gastos totais na edição de 2009, em Moscovo (que teve o custo total de 40 milhões de euros), mas no entanto, é bem maior do que o dedicado ao Festival Eurovisão da Canção 2007, em Helsínquia. No dia 12 de junho de 2009, depois de uma reunião nos dois dias anteriores entre a EBU e a NRK, foi apresentada a equipa gestora do Festival Eurovisão da Canção 2010. O Produtor Executivo da edição 2010 da Eurovisão foi Jon Ola Sand; Hasse Lindmo foi o Produtor Televisivo; enquanto que Stian Malme foi o Manager do local onde ocorreu o festival (este último, já é conhecido do público eurovisivo, especialmente o norueguês, por ser o Chefe da Delegação Norueguesa em outros festivais); finalmente, Evy Hauffen foi a Line Producer (ela foi a manager durante o Festival Eurovisão da Canção 1996, que também aconteceu no país). O festival teve pelo terceiro ano consecutivo duas semifinais, de onde apenas vinte países concorrentes (10 de cada semifinal) passaram à final, na qual concorreram vinte e cinco países (os Big 4 e o país organizador tiveram, como já é hábito, apuramento directo para a final). No 23 de setembro de 2009, a NRK foi obrigada a rever os gastos para o Festival Eurovisão 2010, elevando assim o custo do festival para 24 milhões de euros (211 milhões de Coroas Norueguesas). No entanto a televisão norueguesa já pensava seriamente em aumentar os custos para 30 milhões de euros (10 milhões a menos do que a edição anterior). O orçamento final para o Festival Eurovisão da Canção 2010, foi aprovado pelo Parlamento Norueguês em 13 de outubro de 2009. O custo final do Festival Eurovisão da Canção 2010, ficou aproximadamente em 25.3 milhões de euros. Para cobrir os custos extras, o governo e a NRK concordaram que os cidadãos noruegueses pagassem 11,8 euros (99 Coroas Noruegueses). A receita geral do festival está estimada em 9 milhões de euros (75 milhões de Coroas Noruegueses). Assim, a edição de 2010 do Festival Eurovisão da Canção custou cerca de 15 milhões de euros a menos do que a edição do ano anterior (depois de ter sido oficialmente anunciado que a edição de 2009 havia custado 43 milhões de euros, e não apenas 40 como anunciado de início). Em 15 de Dezembro de 2009, depois da publicação da lista final de participantes, teve lugar um sorteio entre as escolas de Oslo, para as quais foi determinado um país, do qual terão de trabalhar em vários aspectos. Este projeto, pensado pela NRK, visou tornar o Festival Eurovisão da Canção mais educativo e abrangente, voltando a atrair a atenção dos mais jovens.

### Tema e Visual

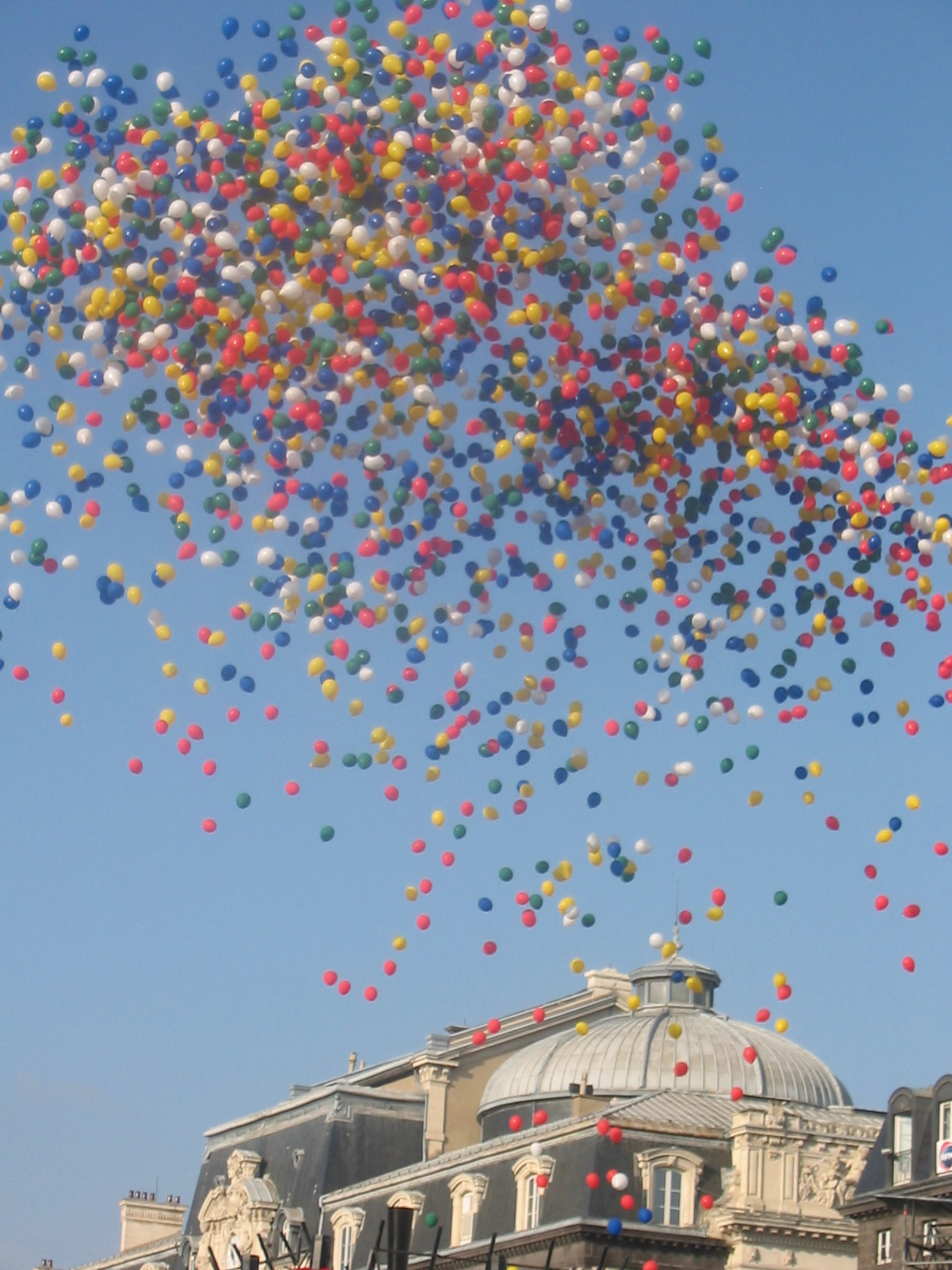
Balões, o objecto principal do logotipo da Eurovisão 2010.

Durante os dias 10 e 11 de unho de 2009, a equipa de produção para o festival, realizou a sua primeira reunião com a União Europeia de Radiodifusão (EBU) para uma troca de informações sobre o que seria feito até à data, para trocar ideias e estabelecer as bases de uma cooperação frutuosa e intensa. Depois de uma sessão, com a participação de pessoas de uma variedade de áreas, pequenos grupos foram formados para falar sobre cada parte da organização do evento, como aspectos técnicos do festival, o conteúdo dos três espectáculos transmitidos ao vivo, infraestruturas, marketing, branding, nova mídia, facilidades de imprensa e de comunicação. A 3 de outubro de 2009, o site oficial da Eurovisão só divulgou poucas informações que foram confirmadas pela televisão norueguesa e pela EBU. A esta altura já tinha sido escolhida a temática, mas só foi divulgada apenas a informação de que os cartões postais de cada país quebrariam a tradição de serem cartões que apresentam os pontos do país, não tendo  mais explicações. Por sua vez, a EBU afirmou estar muito satisfeita com todo o trabalho desenvolvido pela Noruega, e afirmou ainda que o planeamento da Eurovisão levou apenas 5 meses, enquanto os russos apresentaram seu planeamento em 8 meses. É considerado que isto se deve ao fato de a televisão norueguesa já ter organizado o festival duas vezes. No entanto, mais nenhuma informação foi divulgado. Wm 26 de outubro foram reveladas as empresas responsáveis pelo design de todo o festival, desde o logotipo até às telas que iriam estar na sala verde. Foram três empresas que desenvolveram todo o projeto do evento - a Snøhetta, a Gosu Design e a Handicraft. A 4 de dezembro de 2009, foi realizada a cerimônia de entrega da Host City Insignia para as cidades de Osloe de Bærum, sedes da Eurovisão de 2010. Os prefeitos de câmara de ambas as cidades, Fabian Stang e Odd Reinsfelt, receberam a chave da Eurovisão de Yury Luzhkov, vice-presidente da câmara de Moscovo, sede da última edição. No mesmo dia, foi apresentada toda a temática para o Festival Eurovisão da Canção 2010. O tema do festival foi escolhido como Share The Moment, em português Compartilhe o Momento. O logotipo do festival está em volta de bolas brancas e roxas, como as cores que apareceram na apresentação da Noruega em 2009. A concepção de arte do tema do Festival Eurovisão da Canção 2010 foi desenhada pelas premiadas empresas de design norueguês Gosu, Handverk e Snøhetta, com base em pequenos aspectos dados pela NRK. "Queremos partilhar o Festival Eurovisão da Canção, ao invés de apenas fazer a organização", constatou Hasse Lindmo, produtor de TV do concurso para a NRK, em entrevista ao Eurovision "Uma coisa especial que faz com que o Festival Eurovisão da Canção seja um evento tão único é o fato de que é a única data do ano, na Europa, que cerca de 125 milhões de pessoas fazem exatamente a mesma coisa, exactamente na mesma hora. Quer se esteja na Islândia ou na Arménia, em Portugal ou na Finlândia. Ou então aqui mesmo, em Oslo", explicou Lindmo. "Como é que são 125 milhões de pessoas? Essa foi uma das questões principais." Cada uma das esferas coloridas, em forma de balão, representam a reunião de pessoas e da diversidade das emoções que cercam o Festival Eurovisão da Canção. A escolha do tema Share The Moment foi estritamente "encaixado" nas duas Semifinais e na Final do Festival Eurovisão da Canção 2010, bem como em todos os eventos relacionados nas semanas e meses anteriores, como os sorteios, as reuniões dos Chefes das Delegações em Março, a recepção de boas-vindas, em meados de Maio e depois nas festas que ocorrem durante o período eurovisivo e após o mesmo. Porém, nas horas seguintes ao anúncio/apresentação, as opiniões dos fãs recaíram na sua grande maioria para o desgosto pelo logotipo, sendo as principais críticas, a sua simplicidade e o facto de parecer ter sido feito por um fã, e não pelas três empresas de design responsáveis por ele.

#### Palco
No dia 8 de fevereiro de 2010, com a colocação dos ingressos á venda, foi também divulgada a planta para a Telenor Arena, com a disposição do palco e das arquibancadas. Através desta imagem, foi possível observar que o palco seria redondo, e teria uma pequena saliência que "seria interna" da primeira multidão na arena. Esta saliência era feita através de uma pequeno corredor semicircular e acabava noutro palco mais pequeno, em forma circular. No fundo esteve novamente montado uma gigantesco painel de "leds". A sala de espera dos artistas ficou novamente por detrás do palco. A 19 de março de 2010 foi revelada a primeira imagem do palco, sendo possível observar um palco simples, com a parte central de forma redonda e com dois níveis, o fundo teria um painel LED, porém com vários recortes de vários tamanhos com o feitio de circunferências. O palco teve também um pequeno anexo em frente do mesmo, ao qual se acedia através de uma pequena pista, e também ele tinha forma redonda.

#### Orquestra
Um grande número de fãs começou uma campanha no site social Facebook, para o retorno da orquestra ao Festival Eurovisão da Canção em Oslo, pela primeira vez, desde o Festival Eurovisão da Canção 1998, com perto de quatro mil assinaturas já conseguidas. A orquestra utilizada desde o primeiro concurso em 1956, deixou de estar presente na Eurovisão, depois do concurso de 1998 (42 anos depois), devido aos rápidos avanços tecnológicos na área da música, o que tornou muito mais útil o uso do "playback".  O debate sobre a possibilidade de um regresso da orquestra ao concurso tem sido altamente discutido entre os fãs, uma vez que, se a EBU apoiar a ideia, será "renascida" a famosa orquestra Eurovisiva, que durante 42 anos marcou presença no concurso. Jan Fredrik Heyerdahl, da Norwegian Radio Orchestra, constatou que eles estariam interessados em participar no festival do próximo ano, perante um acordo entre a EBU e a NRK. No entanto, o principal desafio apresentado à orquestra, é o número de países/entradas por concurso. A última vez que uma orquestra marcou presença no concurso, concorreram apenas vinte e cinco países, em apenas um evento televisivo, no entanto, o número de participantes aumentou de vinte e cinco para cerca de quarenta, desde esse ano, existindo também agora três eventos televisivos, o que implica a disponibilidade da orquestra por mais de um mês, inteiramente exlusivo à Eurovisão (fora os ensaios que a orquestra teria que organizar entre si).

#### Cartões postais
O diretor-geral do Festival Eurovisão da Canção 2010, anunciou que os cartões postais do festival, que antecedem cada um dos países/entradas participantes, não serão sobre lendas nem fábulas sobre a Noruega, nem sobre tradições viquingues, ou qualquer outro tipo de história sobre a Noruega. O próprio diretor-geral da Eurovisão já havia mostrado algum receio de os cartões postais serem feitos sempre do mesmo jeito. Ao contrário, foram usadas paisagens de toda a Noruega, de forma a coincidir com o tema do festival Compartilhe o momento. Como Jon Olan Dand descreveu (diretor do festival deste ano), os postais serão "quimicamente livres para a beleza da Noruega". A 19 de março de 2010, foi revelado o verdadeiro e total conteúdo dos cartões postais. Pela primeira vez desde 1996, os artistas voltaram a aparecer nos cartões. Os postais foram então divididos em duas partes, a primeira destinada aos artistas, e a segunda, a parte em que os artistas seriam guiados por famílias norueguesas, numa descoberta das tradições do país.

#### Flash Mob Dance
A maior novidade na Eurovisão para 2010, foi a realização de um gigantesco Flash Mob Dance. Ao todo, dez cidades europeias viram a iniciativa, onde qualquer cidadão comum pôde participar, e foi feito então um vídeo com as dez cidades, a culminar na dança das 18 mil pessoas na Telenor Arena. A música a dançar foi "Glow", dos Madcon, composta depropositadamente para a ocasião. Esta foi uma das iniciativas sob o tema do festival, e que serviu para compartilhar o momento musical que foi o flash mob.

### Apresentadores
Antes do anúncio oficial dos apresentadores por parte da NRK, Jon Almaas e Fredrik Skavlan estavam bem colocados para serem eleitos. O famoso duo TV 2, Thomas Numme e Harald Rønneberg, ficaram em primeiro durante uma capanha de votação levada a cabo pela revista Dagbladet, na sua página da internet, onde os leitores puderam votar na celebridade que mais queriam que apresentasse o festival. Também na rede televisiva da TV2, a personalidade televisiva Dorthe Skappel demonstrou interesse em apresentar o grandioso espetáculo, e ficou em segundo na votação da Dagbladet. A escolha e o anúncio oficial de quem seriam os apresentadores foi realizado durante um encontro entre os dirigentes do festival, a 22 de março de 2010, no entanto a revelação dos apresentadores foi feita antes.
Assim sendo, a NRK anunciou os apresentadores do festival a 10 de março de 2010: Erik Solbakken, Haddy N'jie e Nadia Hasnaoui. Os três apresentadores abriram os três eventos em conjunto; Solbakken e N'jie introduziram os artistas e fizeram reportagens a partir da sala de espera dos artistas durante a votação. Hasnaoui apresentou os apurados para a final (nas semifinais), a secção de votação e afins, relacionados com o quadro de votações na final. Esta será a segunda vez na história que mais de dois apresentadores estarão responsáveis por conduzir o espetáculo, tendo a última vez ocorrido no Festival Eurovisão da Canção 1999, sediado em Jerusalém, Israel (apesar de em 2009 terem estado quatro apresentadores, apenas dois apresentaram cada evento). Outro fator interessante dos apresentadores, é o fato de Nadia Hasnaoui e Haddy N´jie terem nascido fora da Noruega e serem filhas de norueguesas e Haddy N´jie também ter sido a primeira negra a apresentar o festival.

### Patrocinadores
Tal como ocorre em todas as edições do Festival Eurovisão da Canção, nos últimos anos, existiu um patrocinador principal do concurso. A edição de 2010 teve como patrocinador principal o Telenor Group, o principal grupo de telecomunicações norueguês, presente em oito países da Europa e em outros espalhados pelo mundo. O Telenor Group, é também o dono da Telenor Arena, local onde aconteceu o festival. Durante a apresentação do grupo como patrocinador, também foi revelada a criação de um telemóvel/celular dedicado à Eurovisão, com conteúdo relacionados e ligado ao festival.

## Local

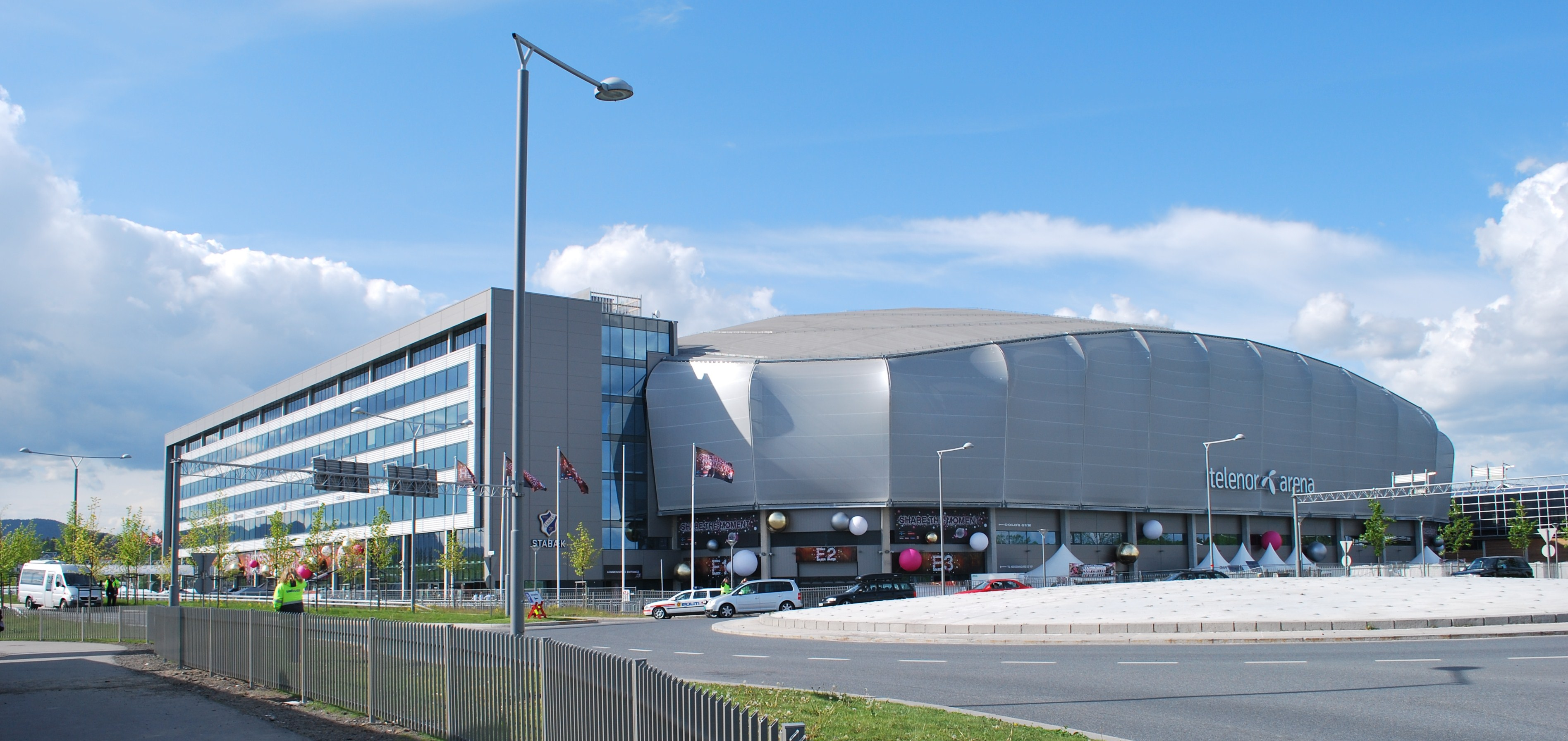
Telenor Arena, durante a semana da Eurovisão 2010.

O Festival Eurovisão da Canção 2010 foi realizado em Oslo, na Noruega, depois da sua vitória no Festival Eurovisão da Canção 2009 em Moscovo, Rússia, com a canção de Alexander Rybak, "Fairytale". Em 27 de maio de 2009, a NRK, televisão oficial e organizadora do Festival Eurovisão da Canção 2010, constatou que o Festival seria realizado na região metropolitana de Oslo (esta foi a quarta vez que o país acolheu o evento, caso se conte com a realização do Festival Eurovisão da Canção Júnior 2004 também no país). E posteriormente a NRK fez a proposta da realização do Festival na Telenor Arena, uma arena nova no subúrbio de Bærum , ou no já conhecido Oslo Spektrum. Ambas as propostas foram  avaliadas pela European Broadcasting Union (EBU), e o local sede do festival foi confirmado. Antes da revelação do local para o evento, o maior jornal Norueguês, Aftenposten constatou que a procura por uma arena que satisfizesse as exigências do evento começou poucos dias depois da vitória em Moscovo. A NRK e o Ministério da Cultura tiveram conversas com a EBU, e decidiram que não haveria a necessidade da construção de uma nova arena para o ESC (até porque não haveria tempo para isso), e em vez disso, seria utilizada uma infraestrutura já existente no país. Junto com a declaração, foram listadas quatro arenas, duas  em Oslo,uma em
Bærum e outra em Hamar. Eram elas: Telenor Arena (inaugurada em Fevereiro de 2009, com uma capacidade para mais de vinte mil espectadores em concertos, e a mais indicada desde o início para sediar o festival, está em Bærum, a quinze minutos de carro do centro de Oslo); o Oslo Spektrum (inaugurado em 1990, sediou o Festival Eurovisão da Canção 1996, era considerada pequena demais para grandes eventos, no entanto tem uma capacidade para 10 mil pessoas, porém, e apesar de se ter tornado pequena para o tamanho atual do Eurovisão, vários manifestaram o seu apreço por esta arena sediar o festival por já o ter feito uma vez, e além disso, é a arena com a melhor acústica, de entre todas as opções); o Vallhall (também uma arena situada em Oslo, com capacidade para 12 500 pessoas em concertos) e a Vikingskipet Olympic Arena (foi a única opção oficial fora da cidade de Oslo, situa-se em Hamar, e tem uma capacidade para 15 mil pessoas). Vários cidadãos noruegueses manifestaram o seu descontentamento, ao verem a região metropolitana de Oslo ser escolhida para local do festival, dizendo que a Noruega é muito mais do que a capital. No entanto, e para além das quatro propostas apresentadas, nenhum local do país tem a infraestrutura necessária  para sediar o evento. Apesar disso, e como foi dito desde o início, o local escolhido foi a Telenor Arena, que tem como único problema a acústica, problema que se esperia ser resolvido durante o ano de preparações que havia até ao evento. Em 3 de julho de 2009, foi decidido que o festival seria realizado na Telenor Arena no município vizinho de Bærum, a cerca de 15 minutos de Oslo (do centro da cidade). Hasse Lindmo, produtor do próximo Festival da Eurovisão na NRK, afirmou: "Acreditamos que esta é uma boa escolha. A Fonebu Arena foi construída para acolher grandes eventos - e este é definitivamente um evento grandioso. Esta escolha assegura grandes condições para a produção". O Oslo Spektrum acabou foi eliminado como sede e principal do festival, seu tamanho.s

### Bilhetes
No dia 27 de Janeiro de 2010, foi apresentado o plano oficial para as Cidades de Bærum e Oslo durante a Eurovisão. Após vários meses de conversações com diversas instalações hoteleiras, a EBU apresentou a sua lista oficial de hotéis para a Eurovisão e respectivos preços. Estes hotéis seriam destinados às delegações, jornalistas e fãs que se dirigissem à cidade para ver o espetáculo. No mesmo dia foi anunciado que os ingressos para o Festival Eurovisão da Canção 2010, seriam colocados á venda no dia 8 de Fevereiro de 2010. Foram vendidos ingressos para as semifinais, e os dois últimos ensaios gerais para a final, todos estes a um preço de 600, 450 e 300 NOK, o que equivale respectivamente a 73.25, 54.93 e 36.63 euros, e para a final, aonde os preços serão de 1600, 1200 e 800 NOK, o que equivale respectivamente a 195.38, 146.54 e 97.67 euros. Ao todo, estiveram disponíveis 90 mil ingressos para estes espetáculos. Nas semifinais e final, houve uma espectáculo durante 45 minutos, antes do início da cerimónia eurovisiva. No dia em que os ingressos foram colocados à venda, cerca das 9h00 do dia 8 de Fevereiro de 2010, bastaram apenas vinte minutos para que os ingressos para a final do concurso se esgotassem completamente. Já os bilhetes para os restantes espectáculos também tiveram grande procura, não atingindo o máximo durante a manhã do dia 8, mas tendo esgotado pouco tempo depois. A disposição da sala de espetáculo também foi revelada, tendo esta sido dividida em 21 partes na arena, mais 12 nas bancadas em redor e por fim, mais 7 camarotes VIP. Também a forma do palco foi revelado no desenho, sendo que este terá forma circular, e entraria pela audiência.

### Transporte

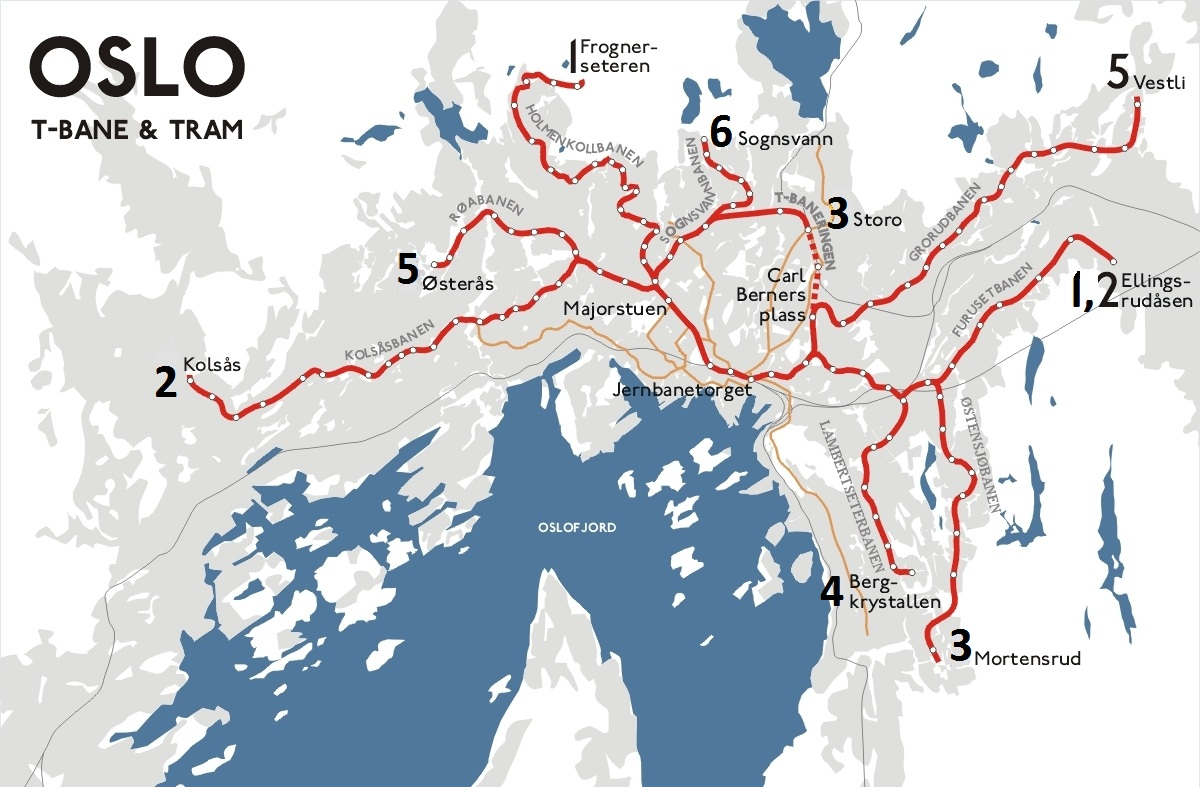
Mapa do Metropolitano de Oslo, e do sistema de elétricos.

A Cidade de Oslo, é servida por um sistema de metropolitano que possui 84,2 km de extensão, divididos por 6 linhas, que têm 105 estações no total (no entanto apenas dezesseis delas são subterrâneas ou dentro de outro tipo de instalações). O metropolitano de Oslo é operado pela Oslo T-banedrift com contrato da Autoridade de Transportes Ruter. As linhas de metropolitano consistem em seis linhas, que passam todas pelo centro da cidade. Diariamente, 268 mil pessoas utilizam o sistema. Para que haja o serviço em todos os quinze bairros de Oslo, existem duas linhas que vão para Bærum. A última expansão do sistema data de 2006, e até 2010 toda a frota de comboios/carruagens será substituída. O sistema foi inicialmente inaugurado, em 31 de Maio de 1898, como sendo um sistema de trens suburbanos, e apenas em 22 de maio de 1966, é que passou a ser um sistema de metropolitano. Além do metropolitano, Oslo possíu um sistema de ônibus/autocarros elétricos. Todos eles, incluindo o metropolitano, são geridos pela AS Oslo Sporveier. Oslo possui três aeroportos, sendo o principal deles Oslo lufthavn, Gardermoen. Os outros dois são o Aeroporto de Sandefjord, Torp e o Aeroporto de Moss, Rygge. Além desses serviços, Oslo também tem linhas do TGV, assim como todo o resto do país. A Estação Central de Oslo situa-se no "coração" da cidade (ao lado do Oslo Specktrum). Oslo também é servida por várias estradas, tanto nacionais como internacionais. Um programa de aluguel/aluguer de bicicletas está operacional desde Abril de 2002. Com um cartão de crédito, os usuários do sistema têm acesso a bicicletas em mais de noventa estações da cidade.
Nos vários dias de espetáculos e ensaios, entre 15 e 30 de Maio, circulariam pela Cidade de Oslo vários ônibus/autocarros que estiveram ao dispor de todas as delegações, jornalistas, fãs e outros. Estes fizeram o percurso entre os muitos hotéis oficiais da Eurovisão 2010 e a Telenor Arena (e vice versa).

## Votação
Em 2010 o sistema de votação foi modificado, porém só nas semifinais. Em 2008 e 2009, nas semifinais, apenas existia um wildcard do júri, isto é, o público escolhia nove países para a final, e o júri apenas um. A partir deste ano, a votação das semifinais adoptou o mesmo sistema da final, sendo a votação 50% televoto e 50% júri. Outra regra que foi alterada, e que marca a maior mudança na Eurovisão desde a substituição do antigo sistema de votação, é o facto de a votação deixar de ser efectuada apenas durante 15 minutos no fim do espetáculo. Tal como ocorre desde 2003 no Festival Eurovisão da Canção Júnior, a votação iniciou-se assim que a primeira música soou no palco de Oslo, até ao fim da actuação da última entrada, mais os habituais quinze minutos no final do espectáculo, cronometrados. Este novo modelo foi utilizado nos três espectáculos, e visa aumentar o número de votos, de tempo de votação e de interesse pelo festival. Sendo assim, as regras que valem a partir da edição de 2010, são as seguintes :
* Cada júri será constituído por 5 jurados da área musical, sendo um deles Presidente de Júri. As televisões participantes terão que revelar a composição do júri pública antes ou durante a final;
* Os elementos do júri votarão de acordo com os vídeos do 2º Ensaio Geral de cada evento usando o sistema eurovisivo (1 a 8, 10 e 12 pontos), depois, todos os 5 resultados da votação serão somados com o televoto e daí sairá a votação de cada júri nacional;
* Em caso de empate entre 2 ou mais canções, o júri deve chegar a acordo quanto à ordem relativa entre essas músicas
* A votação do júri será escrutinada por um auditor e será tornada pública no site oficial do evento;
* O televoto irá acontecer depois da performance de todas as canções e por um período de 15 minutos (tal como acontece desde 1998);
* Não terá alteração nenhuma no sistema televoto,sendo feito por SMS/telefone;
* A votação final de cada país será obtida pela soma do voto público e do voto do júri, pesando cada um 50%;
* Em caso de empate na soma das 2 pontuações, ganhará aquela que tiver mais pontos no televoto
Para assegurar que as regras são cumpridas, a EBU enviará para cada país, um auditor externo, que irá monitorar tudo o que ocorrer em relação ao festival.
No fim, depois da votação do público e dos júris, os 10 países com mais votos, passam a ter uma pontuação de 1 a 12 respeitando os votos anteriores. No fim soma-se ambos os valores que vão de 1 a 12 nas pontuações, e volta-se a pôr por ordem de pontuações determinando assim o grande vencedor. Para se ter uma ideia melhor de como será o sistema de votação, observe os seguintes exemplos
Predefinição:Tabelas de Exemplo do Novo Sistema de Votação do Festival Eurovisão da Canção
Em caso de dois ou mais países terem igual número de pontos no resultado definitivo, tanto na final como na semifinal, é usada a regra de desempate aonde aquela canção que mais países votaram. Se isso persistir o critério de desempate será o número de notas 12 e indo pras notas 10 por diante.
De lembrar que todas estas medidas foram aplicadas em resposta a algumas televisões responsáveis pela divulgação do concurso nos países europeus, que continuavam a queixar-se do voto político, vizinho e diáspora. Com estas meidas, a União Europeia de Radiodifusão espera tornar o concurso mais justo e imparcial, de modo a evitar conflitos devido às classificações.

### Porta-vozes dos jurados e televoto
Tal como em todos os anos, desde que o festival se rege por um sistema de televoto, cada televisão anfitriã nacional, teve que escolher um porta-voz, que divulgou os votos do júri e do televoto do seu país. As pontuações de 1 a 7 apareceram automaticamente no quadro de votações, e posteriormente, o porta voz anunciou os países que receberam os 8, 10 e 12 pontos do seu país. Os resultados do Festival Eurovisão da Canção, foram posteriormente colocados no site oficial, pelo Executivo Superior da EBU. Os resultados foram dados a conhecer apenas com as pontuações do público e do júri juntas, e à posteriori, cada país deverá revelar as suas pontuações individuais do júri e do televoto, sendo que o primeiro a fazê-lo foi a Roménia. A lista das pessoas que transmitiram os pontos atribuídos pelo seu país e pelo júri, aos outros países participantes no Festival Eurovisão da Canção 2009, de cada país, pode ser observada na ligação no início desta secção (porta-vozes dos júris e televoto).

## Países classificados para a final
Tal como em anos anteriores, para a final, cinco países foram automaticamente confirmados na final, sendo eles:
- Noruega - Vencedor do Festival Eurovisão da Canção 2009 - Organizador do Festival
- Reino Unido - Pertence ao Big 4, por isso tem classificação direta para a final.
- Espanha - Pertence ao Big 4, por isso tem classificação direta para a final.
- França - Pertence ao Big 4, por isso tem classificação direta para a final.
- Alemanha - Pertence ao Big 4, por isso tem classificação direta para a final.
- 10 primeiros classificados da 1ª semifinal
- 10 primeiros classificados da 2ª semifinal

## Participações individuais
Durante cerca de 10 meses, todos os países foram escolhendo os seus representantes, assim como as músicas que os mesmos interpretaram em Oslo. Para realizar tal selecção, cada país utilizou o seu próprio processo de selecção. Alguns optaram pela selecção interna, que consiste em a televisão organizadora daquele país fazer a escolha; no entanto, por vezes apenas o artista é seleccionado internamente, e a música não. Outros países (a maioria), utilizou um programa de televisão para seleccionar a sua entrada. Quartos de final, semifinais, second-chances e finais, foram realizados durante nos meses antecedentes do Festival (até Março) na maioria dos países europeus, cada um com o seu processo próprio (também a internet foi utilizada na fase de escolhas, como foi o caso de Portugal).
Predefinição:Participações Individuais ESC2010

## Participantes

Países Participantes
Países que participaram no passado mas não nesta edição

O primeiro país a confirmar a sua participação no Festival Eurovisão da Canção 2010, foi a Holanda, ainda antes da realização do Festival Eurovisão da Canção 2009 (com a confirmação da sua participação para 2010, o país também afirmou que participará em 2011 e 2012). Tal confirmação, para três anos seguidos do festival, deve-se ao facto da alteração da televisão transmissora do país. Outros países que confirmaram a sua participação ainda antes da realização do evento do ano passado, foram a Eslováquia e a Grécia. Já durante os meses de Maio, Junho, Julho, Agosto, Setembro, Outubro e Novembro, a maioria dos países confirmou se participaria ou não na edição de 2010, a realizar-se em Oslo. O dia 15 de dezembro de 2009, foi definido como o último dia para confirmações e desistências sem nenhuma penalização financeira. As primeiras selecções nacionais para os representantes dos países, começaram entre Setembro e Outubro de 2009, com centenas de castings realizados por várias televisões, assim como o recebimento de várias maquetes para representar os vários países. Vários artistas manifestaram o seu interesse por representar o seu país, como aconteceu na Grécia, em Andorra, ou na Moldávia, e sucedendo-se um pouco por vários países na Europa (incluindo Espanha, Reino Unido, Turquia, Arménia, etc). Pela primeira vez, em vários países, fãs criaram petições on-line para levar um determinado artista ao festival, como por exemplo Portugal (pioneiro nesta matéria). No entanto, 2010 foi um ano em que a maioria dos países utilizará processos de selecção livre sendo mais difícil, assim, a qualquer artista individual conseguir representar o país, tendo que passar pela votação e escolha a ser realizada pelo público. Pela primeira vez, em alguns países (como na Bielorrússia), o representante será escolhido pelo Presidente do próprio país (ou pelo menos este terá uma última palavra quanto à escolha). O primeiro país a revelar o seu represente foi a Bulgária, a 18 de Outubro. Miroslav Kostadinov tornou-se assim o primeiro artista conhecido oficialmente do Festival Eurovisão da Canção 2010. Países antigos, como a Suécia, Noruega, Portugal e Holanda, continuaram com os seus tradicionais e conhecidos processos de selecção, que acompanham os países desde a sua estreia na Eurovisão. Outros países utilizaram novos e/ou recentes modelos de selecção, como é o caso da Espanha, do Reino Unido, da Alemanha, da Finlândia, entre outros. Em 2010, e apesar do aumento do número de selecções abertas, o número de países a utilizar escolhas internas foi de seis, entre eles a França, com mais de cinquenta participações, quase todas elas seleccionadas internamente. O país que causou maior impacto com o seu modelo de selecção para 2010, foi Portugal, ao introduzir, 45 anos depois da primeira edição, duas semifinais no Festival RTP da Canção, e ao passá-lo para a segunda maior arena de espetáculos em Portugal, o Campo Pequeno. Apesar de algumas selecções antes de Dezembro, a maioria dos países escolheu o seu representante em Dezembro de 2009, Janeiro, Fevereiro e Março de 2010, sendo que o maior número de finais se realizou em Março de 2010, com Israel a ser o último país a escolher o seu representante, no dia 14 do mesmo mês, e a Bósnia e Herzegovina, que no mesmo dia apresenta publicamente a sua canção representante. No dia 31 de dezembro de 2009, a União Europeia de Radiodifusão revelou a lista final de participantes no Festival Eurovisão da Canção 2010, que através das confirmações apresentadas durante mais de um ano, contou com 39 países integrantes, apesar dos 54 convidados pela EBU. Com esta revelação, encerrou-se a época de confirmações de participações e não participações para o Festival Eurovisão da Canção 2010, a 55º edição do mesmo. O último país a pronunciar-se para a primeira edição da segunda década do século XXI, foi a Lituânia.
| País                 | Título original da Canção                 | Artista                       | Processo                                                                                     | Data da Selecção                                                                                   |
| País                 | Tradução em Português                     | Idioma                        | Processo                                                                                     | Data da Selecção                                                                                   |
| -------------------- | ----------------------------------------- | ----------------------------- | -------------------------------------------------------------------------------------------- | -------------------------------------------------------------------------------------------------- |
| Albânia              | "Nuk mundem pa ty"                        | Juliana Pasha                 | Festivali i Kënges 2010                                                                      | 27 de Dezembro de 2009                                                                             |
| Albânia              | É tudo sobre ti                           | Inglês                        | Festivali i Kënges 2010                                                                      | 27 de Dezembro de 2009                                                                             |
| Alemanha             | "Satellite"                               | Lena Meyer-Landrut            | Unser Star für Oslo (2010)                                                                   | 12 de Março de 2010                                                                                |
| Alemanha             | Satélite                                  | Inglês                        | Unser Star für Oslo (2010)                                                                   | 12 de Março de 2010                                                                                |
| Arménia              | "Apricot stone"                           | Eva Rivas                     | ԵՎՐԱՏԵՍԻԼ -2010                                                                              | 14 de Fevereiro de 2010                                                                            |
| Arménia              | Caroço de damasco                         | Inglês                        | ԵՎՐԱՏԵՍԻԼ -2010                                                                              | 14 de Fevereiro de 2010                                                                            |
| Azerbaijão           | "Drip Drop"                               | Safura Alizadeh               | Land of Fire 2010                                                                            | Artista: 2 de Março de 2010 Canção: 19 de Março de 2010                                            |
| Azerbaijão           | Drip Drop                                 | Inglês                        | Land of Fire 2010                                                                            | Artista: 2 de Março de 2010 Canção: 19 de Março de 2010                                            |
| Bélgica              | "Me and My Guitar"                        | Tom Dice                      | Escolha: Selecção Interna de 2010 Apresentação: Eurosong 2010: een song voor Tom Dice!       | Artista: 25 de Novembro de 2009 Canção: 7 de Março de 2010                                         |
| Bélgica              | Eu e a minha guitarra                     | Inglês                        | Escolha: Selecção Interna de 2010 Apresentação: Eurosong 2010: een song voor Tom Dice!       | Artista: 25 de Novembro de 2009 Canção: 7 de Março de 2010                                         |
| Bielorrússia         | "Butterflies"                             | 3+2                           | Selecção Interna de 2010                                                                     | 25 de Fevereiro de 2010                                                                            |
| Bielorrússia         | Borboletas                                | Inglês                        | Selecção Interna de 2010                                                                     | 25 de Fevereiro de 2010                                                                            |
| Bósnia e Herzegovina | "Thunder and lightning‎"                   | Vukasin Brajic                | Revelação: Selecção Interna de 2010 Apresentação: BH Eurosong Show 2010                      | Revelação: 11 de Janeiro de 2010 Apresentação: 14 de Março de 2010                                 |
| Bósnia e Herzegovina | Raios e Trovões                           | Inglês                        | Revelação: Selecção Interna de 2010 Apresentação: BH Eurosong Show 2010                      | Revelação: 11 de Janeiro de 2010 Apresentação: 14 de Março de 2010                                 |
| Bulgária             | "Angel si ti" (Ангел си ти)               | Miroslav Kostadinov           | Artista: Selecção Interna de 2010 Canção: Be A Star 2010//Bulgarian Song for Eurovision 2010 | Artista: 18 de Outubro de 2009 Canção: 28 de Fevereiro de 2010                                     |
| Bulgária             | Tu és um anjo                             | Búlgaro                       | Artista: Selecção Interna de 2010 Canção: Be A Star 2010//Bulgarian Song for Eurovision 2010 | Artista: 18 de Outubro de 2009 Canção: 28 de Fevereiro de 2010                                     |
| Chipre               | "Life Looks Better In Spring"             | Jon Lilygreen & The Islanders | Eurovision 2010: Epilogi tis kupriakis summetohis                                            | 7 de Fevereiro de 2010                                                                             |
| Chipre               | A vida parece melhor na Primavera         | Inglês                        | Eurovision 2010: Epilogi tis kupriakis summetohis                                            | 7 de Fevereiro de 2010                                                                             |
| Croácia              | "Lako je sve"                             | Feminnem                      | Dora 2010                                                                                    | 6 de Março de 2010                                                                                 |
| Croácia              | Tudo é fácil                              | Croata                        | Dora 2010                                                                                    | 6 de Março de 2010                                                                                 |
| Dinamarca            | "In a Moment Like This"                   | Chanée & N'evergreen          | Dansk Melodi Grand Prix 2010                                                                 | 6 de Fevereiro de 2010                                                                             |
| Dinamarca            | Num momento como este                     | Inglês                        | Dansk Melodi Grand Prix 2010                                                                 | 6 de Fevereiro de 2010                                                                             |
| Eslováquia           | "Horehronie"                              | Kristina                      | Eurosong 2010                                                                                | 27 de Fevereiro de 2010                                                                            |
| Eslováquia           | Horehronie                                | Eslovaco                      | Eurosong 2010                                                                                | 27 de Fevereiro de 2010                                                                            |
| Eslovénia            | "Narodnozabavni rock"                     | Roka Žlindre & Kalamari       | EMA 2010                                                                                     | 21 de Fevereiro de 2010                                                                            |
| Eslovénia            | Rocha folclore                            | Esloveno                      | EMA 2010                                                                                     | 21 de Fevereiro de 2010                                                                            |
| Espanha              | "Algo pequeñito"                          | Daniel Diges                  | ¡Tu país te necesita! & Eurovisión 2010:Rumo à Oslo                                          | 22 de Fevereiro de 2010                                                                            |
| Espanha              | Algo pequenino                            | Espanhol                      | ¡Tu país te necesita! & Eurovisión 2010:Rumo à Oslo                                          | 22 de Fevereiro de 2010                                                                            |
| Estónia              | "Siren"                                   | Malcolm Lincoln & Manpower 4‎  | Eesti Laul 2010                                                                              | 12 de Março de 2010                                                                                |
| Estónia              | Sereia                                    | Inglês                        | Eesti Laul 2010                                                                              | 12 de Março de 2010                                                                                |
| Finlândia            | "Työlki ellää"                            | Kuunkuiskaajat                | Eurovision Laulukilpailu 2010                                                                | 30 de Janeiro de 2010                                                                              |
| Finlândia            | Tu podes viver a trabalhar                | Finlandês                     | Eurovision Laulukilpailu 2010                                                                | 30 de Janeiro de 2010                                                                              |
| França               | "Allez! Ola! Olé!"                        | Jessy Matador                 | Selecção Interna de 2010                                                                     | Artista: 19 de Fevereiro de 2010 Canção: 24 de Fevereiro de 2010 Apresentação: 20 de Março de 2010 |
| França               | Vamos lá! Ola! Olé!                       | Francês                       | Selecção Interna de 2010                                                                     | Artista: 19 de Fevereiro de 2010 Canção: 24 de Fevereiro de 2010 Apresentação: 20 de Março de 2010 |
| Geórgia              | "Shine"                                   | Sopho Nizharadze              | Artista: Selecção Interna de 2010 Canção: Final Nacional de 2010                             | Artista: 16 de Janeiro de 2010 Canção: 27 de Fevereiro de 2010                                     |
| Geórgia              | Brilha                                    | Inglês                        | Artista: Selecção Interna de 2010 Canção: Final Nacional de 2010                             | Artista: 16 de Janeiro de 2010 Canção: 27 de Fevereiro de 2010                                     |
| Grécia               | "OPA" (ΟΠΑ)                               | Giorgos Alkaios & Friends     | Final Nacional de 2010                                                                       | 12 de Março de 2010                                                                                |
| Grécia               | OPA                                       | Grego                         | Final Nacional de 2010                                                                       | 12 de Março de 2010                                                                                |
| Países Baixos        | "Ik ben verliefd, Shalalie"               | Sieneke                       | Canção: Selecção Interna Artista: Nationaal Songfestival 2010                                | Canção: 18 de Dezembro de 2009 Artista: 7 de Fevereiro de 2010                                     |
| Países Baixos        | Estou apaixonado, Shalalie                | Holandês                      | Canção: Selecção Interna Artista: Nationaal Songfestival 2010                                | Canção: 18 de Dezembro de 2009 Artista: 7 de Fevereiro de 2010                                     |
| Irlanda              | "It's for You"                            | Niamh Kavanagh                | Eurosong 2010                                                                                | 5 de Março de 2010                                                                                 |
| Irlanda              | É para ti                                 | Inglês                        | Eurosong 2010                                                                                | 5 de Março de 2010                                                                                 |
| Islândia             | "Je ne sais quoi"                         | Hera Björk                    | Söngvakeppni Sjónvarpsins 2010                                                               | 6 de Fevereiro de 2010                                                                             |
| Islândia             | Eu não sei o que                          | Inglês & Francês              | Söngvakeppni Sjónvarpsins 2010                                                               | 6 de Fevereiro de 2010                                                                             |
| Israel               | "Milim" (מילים)                           | Harel Skaat                   | Artista: Selecção Interna de 2010 Canção: Kdam Eurovision 2010                               | Artista: 29 de Dezembro de 2009 Canção: 14 de Março 2010                                           |
| Israel               | Palavras                                  | Hebreu                        | Artista: Selecção Interna de 2010 Canção: Kdam Eurovision 2010                               | Artista: 29 de Dezembro de 2009 Canção: 14 de Março 2010                                           |
| Letónia              | "What For?"                               | Aisha                         | Eirodziesma 2010                                                                             | 27 de Fevereiro de 2010                                                                            |
| Letónia              | Para quê?                                 | Inglês                        | Eirodziesma 2010                                                                             | 27 de Fevereiro de 2010                                                                            |
| Lituânia             | "East European Funk"                      | InCulto                       | Lietuvos Dainų Daina 2010                                                                    | 4 de Março de 2010                                                                                 |
| Lituânia             | Funk do este europeu                      | Inglês                        | Lietuvos Dainų Daina 2010                                                                    | 4 de Março de 2010                                                                                 |
| Macedónia do Norte   | "Jas ja imam silata" (Јас ја имам силата) | Gjoko Taneski                 | Skopje Fest 2010                                                                             | 20 de Fevereiro de 2010                                                                            |
| Macedónia do Norte   | Eu tenho a força                          | Macedónio                     | Skopje Fest 2010                                                                             | 20 de Fevereiro de 2010                                                                            |
| Malta                | "My Dream"                                | Thea Garrett                  | EuroSong 2010/Euro Showbox 2010                                                              | 20 de Fevereiro de 2010                                                                            |
| Malta                | O meu sonho                               | Inglês                        | EuroSong 2010/Euro Showbox 2010                                                              | 20 de Fevereiro de 2010                                                                            |
| Moldávia             | "Run Away"                                | SunStroke Project & Olia Tira | O Melodie Pentru Europa de 2010                                                              | 6 de Março de 2010                                                                                 |
| Moldávia             | Foge                                      | Inglês                        | O Melodie Pentru Europa de 2010                                                              | 6 de Março de 2010                                                                                 |
| Noruega              | "My Heart Is Yours"                       | Didrik Solli-Tangen           | Melodi Grand Prix 2010                                                                       | 6 de Fevereiro de 2010                                                                             |
| Noruega              | O meu coração é teu                       | Inglês                        | Melodi Grand Prix 2010                                                                       | 6 de Fevereiro de 2010                                                                             |
| Polónia              | "Legenda"                                 | Marcin Mroziński              | Krajowe Eliminacje 2010                                                                      | 14 de Fevereiro de 2010                                                                            |
| Polónia              | A lenda                                   | Polaco, Inglês                | Krajowe Eliminacje 2010                                                                      | 14 de Fevereiro de 2010                                                                            |
| Portugal             | "Há Dias Assim"                           | Filipa Azevedo                | Festival RTP da Canção 2010                                                                  | 6 de Março de 2010                                                                                 |
| Portugal             | Há Dias Assim                             | língua portuguesa             | Festival RTP da Canção 2010                                                                  | 6 de Março de 2010                                                                                 |
| Reino Unido          | "That Sounds Good to Me"                  | Josh Dubovie                  | Eurovision:Your Country Needs You 2010                                                       | 12 de Março de 2010                                                                                |
| Reino Unido          | Isso soa-me bem                           | Inglês                        | Eurovision:Your Country Needs You 2010                                                       | 12 de Março de 2010                                                                                |
| Roménia              | "Playing with Fire"                       | Paula Seling & Ovi            | Final Nacional de 2010                                                                       | 6 de Março de 2010                                                                                 |
| Roménia              | Brincando com o fogo                      | Inglês                        | Final Nacional de 2010                                                                       | 6 de Março de 2010                                                                                 |
| Rússia               | "Lost and Forgotten"                      | Peter Nalitch Band            | Evrovidenie 2010 (Евровидение 2010)                                                          | 7 de Março de 2010                                                                                 |
| Rússia               | Perdido e esquecido                       | Inglês                        | Evrovidenie 2010 (Евровидение 2010)                                                          | 7 de Março de 2010                                                                                 |
| Sérvia               | "Ovo je Balkan" (Oво je Балкан)           | Milan Stanković               | Beovizija 2010                                                                               | 13 de Março de 2010                                                                                |
| Sérvia               | Isto são os Balcãs                        | Sérvio                        | Beovizija 2010                                                                               | 13 de Março de 2010                                                                                |
| Suécia               | "This Is My Life"                         | Anna Bergendahl               | Melodifestivalen 2010                                                                        | 13 de Março de 2010                                                                                |
| Suécia               | Esta é a minha vida                       | Inglês                        | Melodifestivalen 2010                                                                        | 13 de Março de 2010                                                                                |
| Suíça                | "Il pleut de l’or"                        | Michael von der Heide         | Escolha: Selecção Interna de 2010 Apresentação: SwissAwards Gala 2009                        | Escolha: 18 de Dezembro de 2009 Apresentação: 9 de Janeiro de 2010                                 |
| Suíça                | Está a chover ouro                        | Francês                       | Escolha: Selecção Interna de 2010 Apresentação: SwissAwards Gala 2009                        | Escolha: 18 de Dezembro de 2009 Apresentação: 9 de Janeiro de 2010                                 |
| Turquia              | "We Could Be The Same"                    | maNga                         | Selecção Nacional de 2010                                                                    | Artista: 12 de Janeiro de 2010 Canção: 3 de Março de 2010                                          |
| Turquia              | Nós podemos ser os mesmos                 | Inglês                        | Selecção Nacional de 2010                                                                    | Artista: 12 de Janeiro de 2010 Canção: 3 de Março de 2010                                          |
| Ucrânia              | "Sweet People"                            | Alyosha                       | Final Nacional de 2010                                                                       | 20 de Março de 2010                                                                                |
| Ucrânia              | Pessoas doces                             | Inglês                        | Final Nacional de 2010                                                                       | 20 de Março de 2010                                                                                |

## Organização

### Sorteio das semifinais
A 7 de fevereiro de 2010, realizou-se o sorteio para decidir que países participarão na primeira ou na segunda semifinal, em Oslo, Noruega, já a ordem de votação para a final do festival, foi apenas sorteada a 22 de março de 2010. Baseando-se no mesmo sistema de eventos do Festival Eurovisão da Canção 2008, todos os países foram separados em cinco potes individuais baseados no seu historial de votação de concursos anteriores e na sua localização geográfica. O sorteio foi implementado (ou criado), para garantir que os países que dispostos a dar a sua pontuação uns aos outros na competição, não participem na mesma semifinal. Destes cinco potes, saíram então as listas dos países que participariam na primeira e na segunda semifinal respectivamente, ficando assim todos os países divididos em dois grupos, da maneira mais justa possível. Foi ainda criado um sexto pote, apenas para a Alemanha, Espanha, França, Noruega e Reino Unido, apenas com o intuito de definir que semifinal é que teriam que transmitir, na qual poderiam votar. Uma das regras, que também ficou estabelecida, desde a criação de duas semifinais, é que cada país é obrigado a transmitir a semifinal em que ficou colocado, e pode, se quiser, transmitir a outra semifinal.
Em baixo estão todos os seis potes, com os respectivos países que integraram cada um, para o sorteio da distribuição das semifinais:
| Pote 1                                                                                       | Pote 2                                                                     | Pote 3                                                                       | Pote 4                                                                  | Pote 5                                                           |
| -------------------------------------------------------------------------------------------- | -------------------------------------------------------------------------- | ---------------------------------------------------------------------------- | ----------------------------------------------------------------------- | ---------------------------------------------------------------- |
| - Albânia - Bósnia e Herzegovina - Croácia - Macedónia do Norte - Sérvia - Eslovénia - Suíça | - Dinamarca - Estónia - Finlândia - Islândia - Letónia - Lituânia - Suécia | - Azerbaijão - Bielorrússia - Geórgia - Israel - Moldávia - Rússia - Ucrânia | - Arménia - Bélgica - Chipre - Grécia - Malta - Países Baixos - Turquia | - Bulgária - Irlanda - Polónia - Portugal - Roménia - Eslováquia |

### Participantes nas semifinais

Países participantes numa das semifinais (34)
Países classificados directamente para a final. (5)
Países participantes nas semifinais que não entraram na edição de 2009. (1)
Países que participaram em 2009, mas não este ano (5)
Países que não participam há mais de um ano (6)

Países na primeira semifinal
Países na segunda semifinal
Países votantes na primeira semifinal
Países votantes na segunda semifinal

Após o sorteio das semifinais, a 7 de fevereiro de 2010, foi possível efectuar a divisão dos países em duas semifinais. O sorteio ocorreu no centro de Oslo, e foi presidido por pelo director de imprensa da televisão anfitriã Peter Svaar. As bolas foram retiradas de cada pote pelo chefe da polícia de Oslo. O sorteio foi supervisionado pelo responsável máximo do Festival Eurovisão da Canção, Svante Stockselius e pela directora jurídica da EBU.
| 1.ª Semifinal 25 de Maio de 2010                                                               | 1.ª Semifinal 25 de Maio de 2010                                                                       | 2.ª Semifinal 27 de Maio de 2010                                                | 2.ª Semifinal 27 de Maio de 2010                                                                |
| ---------------------------------------------------------------------------------------------- | --- | ------------------------------------------------------------------------------- | ----------------------------------------------------------------------------------------------- |
| Bósnia e Herzegovina · Eslováquia · Estónia · Finlândia · Letónia · Moldávia · Rússia · Sérvia | Albânia · Bielorrússia · Bélgica · Grécia · Islândia · Macedónia do Norte · Malta · Polónia · Portugal | Arménia · Azerbaijão · Dinamarca · Israel · Lituânia · Suécia · Suíça · Ucrânia | Bulgária · Croácia · Chipre · Eslovénia · Geórgia · Irlanda · Países Baixos · Roménia · Turquia |
| Só Votação: · Alemanha · Espanha · França                                                      | Só Votação: · Alemanha · Espanha · França                                                              | Só Votação: · Noruega · Reino Unido                                             | Só Votação: · Noruega · Reino Unido                                                             |

Nota
- Os países estão por ordem alfabética. Em cada semifinal, os países que actuaram na 1ª parte do espectáculo estão na coluna da esquerda, enquanto que os que actuaram na 2ª parte do espectáculo estão na coluna da direita.

### Preparações estruturais
Apesar do festival ter o seu primeiro espetáculo apenas no dia 25 de maio de 2010, os trabalhos na Telenor Arena começaram a 20 de abril de 2010, com o início da montagem do palco para a Eurovisão 2010. Toda a infraestrutura esteve concluída no dia 10 de maio de 2010, dia em que se iniciaram os trabalhos de aprimoração do som e criação dos gráficos para as actuações dos 39 países a concurso, assim como para as aberturas e intervalos dos três espectáculos. No dia seguinte à final, a 30 de maio de 2010 iniciou-se a desmontagem de todas as estruturas no local. No dia 3 de junho de 2010, a NRK entregou a Telenor Arena ao Telenor Group, empresa responsável pela arena.

## Eurovision Week
A Eurovision Week (ou Semana Eurovisão), é a famosa semana em que decorre o evento Eurovisão em questão. Para 2010, a NRK, televisão responsável pela organização do Festival Euroisão da Canção do mesmo ano, apresentou a Câmara Municipal de Oslo como sede local para a festa de boas-vindas da Eurovisão 2010, que teve lugar no dia 23 de Maio de 2010, domingo, um dia antes do primeiro ensaio geral para a 1ª semifinal. As famosas after-parties (depois da festa) tiveram lugar noutra parte da cidade, onde as delegações de cada país puderam festejar depois dos espetáculos, assim como os fãs. Durante o resto da semana ocorreram outras festas, assim como os ensaios para o festival.

### Ensaios
A época eurovisiva foi aberta oficiarlmente no dia 12 de Maio de 2010, com os primeiros ensaios a decorrer no mesmo dia e até ao dia 22 de Maio. No dia 24 de Maio, foi realizado o primeira e o segundo ensaio para a 1ª semifinal do concurso, no dia seguinte foi realizado um terceiro ensaio para a mesma semmifinal, e nesse dia ocorreu o primeiro espectáculo de 2010. Durante o dia 26 foi a vez dos dois primeiros ensaios da 2ª semifinal, e no dia 27 teve lugar um terceiro ensaio, com o evento a ter ocorrido nesse mesmo dia. Para a final, os dois primeiros ensaios gerais foram realizados no dia 28 de Maio, e o último ensaio geral de 2010 foi a 29 de Maio, dia da final do Festival Eurovisão da Canção 2010.

### Celebrações
A primeira celebração oficial do Festival Eurovisão da Canção 2010, foi a já famosa Eurovision Opening Party, sediada, em 2010, na Câmara Municipal de Oslo, e decorreu no dia 23 de Maio de 2010. A cerimónia contou com vários artistas, ex-representantes na Eurovisão, e teve como participante principal, a Orquestra Metropolitana de Oslo.

## Festival

### semiFinais
- Nota 1: os resultados parciais das semifinais têm a seguinte fonte:[377]
- Nota 2: os resultados detalhados das semifinais têm as seguintes fontes:[378] (1ª semifinal) e[379] (2ª semifinal)

#### 1ª semifinal
- A 2ª semifinal realizou-se no dia 25 de Maio de 2010, na Telenor Arena, em Baerum, Oslo, Noruega;
- Um total de 17 países concorreram na 1ª semifinal;
- Os países nos 10 primeiros classificados na semifinal (a bege na tabela abaixo) qualificaram-se para a final;
- O sistema de votação foi feito através de 50% júri e 50% televoto;
- O sorteio para determinar em que cada semifinal cada um dos 34 países concorre ocorreu a 7 de Fevereiro. No mesmo sorteio foram determinados que países votariam em cada semifinal. Ainda no mesmo sorteio ficou determinado que países concorreriam na primeira e segunda parte de cada semifinal;
- Na primeira semifinal votaram para além dos 17 países a concurso, a Alemanha e a Espanha.

| #   | País                 | Idioma          | Artista                       | Canção                                    | Tradução para Português    | Pontuação | Lugar |
| --- | -------------------- | --------------- | ----------------------------- | ----------------------------------------- | -------------------------- | --------- | ----- |
| 1º  | Moldávia             | Inglês          | SunStroke Project & Olia Tira | "Run Away"                                | Foge                       | 52        | 10º   |
| 2º  | Rússia               | Inglês          | Peter Nalitch Band            | "Lost and Forgotten"                      | Perdido e esquecido        | 74        | 7º    |
| 3º  | Estónia              | Inglês          | Malcolm Lincoln & Manpower 4  | "Siren"                                   | Sereia                     | 39        | 14º   |
| 4º  | Eslováquia           | Eslovaco        | Kristina                      | "Horehronie"                              | Horehronie                 | 24        | 16º   |
| 5º  | Finlândia            | Finlandês       | Kuunkuiskaajat                | "Työlki ellää"                            | Tu podes viver a trabalhar | 49        | 11º   |
| 6º  | Letónia              | Inglês          | Aisha                         | "What For?"                               | Para quê?                  | 11        | 17º   |
| 7º  | Sérvia               | Sérvio          | Milan Stanković               | "Ovo je Balkan" (Oво je Балкан)           | Isto são os Balcãs         | 79        | 5º    |
| 8º  | Bósnia e Herzegovina | Inglês          | Vukasin Brajic                | "Thunder and lightning"                   | Raios e Trovões            | 59        | 8º    |
| 9º  | Polónia              | Polaco, Inglês  | Marcin Mroziński              | "Legenda"                                 | A lenda                    | 44        | 13º   |
| 10º | Bélgica              | Inglês          | Tom Dice                      | "Me and My Guitar"                        | Eu e a minha guitarra      | 167       | 1º    |
| 11º | Malta                | Inglês          | Thea Garrett                  | "My Dream"                                | O meu sonho                | 45        | 12º   |
| 12º | Albânia              | Inglês          | Juliana Pasha                 | "It's all about you"                      | É tudo sobre ti            | 76        | 6º    |
| 13º | Grécia               | Grego           | Giorgos Alkaios & Friends     | "OPA"                                     | OPA                        | 133       | 2º    |
| 14º | Portugal             | Português       | Filipa Azevedo                | "Há dias assim"                           | Há dias assim              | 89        | 4º    |
| 15º | Macedónia do Norte   | Macedónio       | Gjoko Taneski                 | "Jas ja imam silata" (Јас ја имам силата) | Eu tenho a força           | 37        | 15º   |
| 16º | Bielorrússia         | Inglês          | 3+2                           | "Butterflies"                             | Borboletas                 | 59        | 9º    |
| 17º | Islândia             | Inglês, Francês | Hera Björk                    | "Je ne sais quoi"                         | Eu não sei o que           | 123       | 3º    |

##### Pontuações
| Resultados | Resultados           | Resultados      | Resultados      | Resultados      | Resultados      | Resultados           | Resultados      | Resultados      | Resultados      | Resultados      | Resultados      | Resultados      | Resultados      | Resultados      | Resultados         | Resultados      | Resultados      | Resultados      | Resultados      | Resultados      | Resultados      | Resultados | Resultados | Resultados | Resultados | Resultados    | Resultados    | Resultados        |
| #          | Países Pontuados     | Países Votantes | Países Votantes | Países Votantes | Países Votantes | Países Votantes      | Países Votantes | Países Votantes | Países Votantes | Países Votantes | Países Votantes | Países Votantes | Países Votantes | Países Votantes | Países Votantes    | Países Votantes | Países Votantes | Países Votantes | Países Votantes | Países Votantes | Países Votantes | Parciais   | Parciais   | Parciais   | Parciais   | Classificação | Classificação | Situação          |
| #          | Países Pontuados     | Albânia         | Alemanha        | Bélgica         | Bielorrússia    | Bósnia e Herzegovina | Eslováquia      | Espanha         | Estónia         | Finlândia       | França          | Grécia          | Islândia        | Letónia         | Macedónia do Norte | Malta           | Moldávia        | Polónia         | Portugal        | Rússia          | Sérvia          | Júri       | Class.     | Televoto   | Class.     | Total         | Lugar         | Passou Não Passou |
| ---------- | -------------------- | --------------- | --------------- | --------------- | --------------- | -------------------- | --------------- | --------------- | --------------- | --------------- | --------------- | --------------- | --------------- | --------------- | ------------------ | --------------- | --------------- | --------------- | --------------- | --------------- | --------------- | ---------- | ---------- | ---------- | ---------- | ------------- | ------------- | ----------------- |
| 12         | Albânia              |                 | 5               | 8               |                 | 7                    |                 | 4               |                 | 4               | 2               | 12              | 10              |                 | 12                 | 6               |                 | 4               |                 |                 | 2               | 96         | 4º         | 68         | 7º         | 76            | 6º            |                   |
| 10         | Bélgica              | 4               | 12              |                 | 8               | 4                    | 10              | 8               | 8               | 10              | 10              | 10              | 12              | 8               | 4                  | 12              | 6               | 12              | 12              | 10              | 7               | 165        | 1º         | 146        | 3º         | 167           | 1º            |                   |
| 16         | Bielorrússia         |                 |                 |                 |                 |                      | 3               |                 | 4               |                 | 1               | 6               |                 | 5               | 5                  | 5               | 8               | 3               | 7               | 12              |                 | 47         | 12º        | 63         | 8º         | 59            | 9º            |                   |
| 8          | Bósnia e Herzegovina | 7               |                 |                 | 4               |                      | 5               |                 |                 |                 | 6               | 5               |                 |                 | 8                  | 3               | 1               | 6               |                 | 2               | 12              | 86         | 5º         | 42         | 11º        | 59            | 8º            |                   |
| 4          | Eslováquia           |                 |                 | 1               |                 | 5                    |                 |                 |                 | 2               |                 |                 | 5               |                 |                    |                 |                 |                 | 5               |                 | 6               | 25         | 16º        | 34         | 14º        | 24            | 16º           |                   |
| 3          | Estónia              | 1               |                 |                 | 1               | 1                    |                 |                 |                 | 12              |                 | 1               | 2               | 12              |                    |                 |                 | 5               | 4               |                 |                 | 64         | 9º         | 22         | 16º        | 39            | 14º           |                   |
| 5          | Finlândia            |                 | 3               | 7               | 7               |                      | 2               | 2               | 10              |                 |                 |                 | 6               | 6               |                    | 2               |                 | 1               |                 | 3               |                 | 37         | 15º        | 69         | 6º         | 49            | 11º           |                   |
| 13         | Grécia               | 10              | 8               | 10              | 5               | 8                    | 8               | 10              | 2               | 8               | 4               |                 | 8               |                 | 3                  | 8               | 7               | 7               | 10              | 7               | 10              | 99         | 3º         | 151        | 1º         | 133           | 2º            |                   |
| 17         | Islândia             | 8               | 6               | 12              | 6               |                      | 7               | 7               | 7               | 7               | 5               | 8               |                 | 2               | 1                  | 10              | 10              | 10              | 6               | 8               | 3               | 85         | 6º         | 149        | 2º         | 123           | 3º            |                   |
| 6          | Letónia              |                 |                 |                 |                 |                      |                 |                 | 6               | 5               |                 |                 |                 |                 |                    |                 |                 |                 |                 |                 |                 | 15         | 17º        | 12         | 17º        | 11            | 17º           |                   |
| 15         | Macedónia do Norte   | 12              |                 |                 |                 | 10                   | 1               |                 |                 |                 |                 |                 | 1               |                 |                    |                 | 4               |                 |                 | 1               | 8               | 62         | 10º        | 30         | 15º        | 37            | 15º           |                   |
| 11         | Malta                | 2               | 2               |                 | 2               | 6                    | 12              | 1               | 3               | 1               |                 | 2               | 4               | 1               | 6                  |                 |                 |                 | 3               |                 |                 | 66         | 7º         | 40         | 12º        | 45            | 1º            |                   |
| 1          | Moldávia             |                 |                 | 2               | 10              |                      |                 | 5               |                 |                 | 3               | 4               |                 |                 | 7                  | 7               |                 |                 | 8               | 5               | 1               | 42         | 13º        | 54         | 10º        | 52            | 10º           |                   |
| 9          | Polónia              | 6               | 7               | 6               | 3               |                      |                 | 3               |                 |                 | 7               |                 |                 | 4               |                    |                 | 2               |                 |                 | 6               |                 | 58         | 11º        | 38         | 13º        | 44            | 13º           |                   |
| 14         | Portugal             | 5               | 10              | 4               |                 | 3                    | 4               | 12              | 5               | 6               | 8               |                 | 7               | 7               | 2                  | 4               | 5               | 2               |                 |                 | 5               | 107        | 2º         | 58         | 9º         | 89            | 4º            |                   |
| 2          | Rússia               |                 | 1               | 5               | 12              | 2                    |                 |                 | 12              | 3               |                 | 3               |                 | 10              |                    | 1               | 12              | 8               | 1               |                 | 4               | 41         | 14º        | 92         | 4º         | 74            | 7º            |                   |
| 7          | Sérvia               | 3               | 4               | 3               |                 | 12                   | 6               | 6               | 1               |                 | 12              | 7               | 3               | 3               | 10                 |                 | 3               |                 | 2               | 4               |                 | 65         | 8º         | 92         | 5º         | 79            | 5º            |                   |
| #          | Países Pontuados     | Albânia         | Alemanha        | Bélgica         | Bielorrússia    | Bósnia e Herzegovina | Eslováquia      | Espanha         | Estónia         | Finlândia       | França          | Grécia          | Islândia        | Letónia         | Macedónia do Norte | Malta           | Moldávia        | Polónia         | Portugal        | Rússia          | Sérvia          | Júri       | Class.     | Televoto   | Class.     | Total         | Lugar         | Passou Não Passou |
| #          | Países Pontuados     | Países Votantes | Países Votantes | Países Votantes | Países Votantes | Países Votantes      | Países Votantes | Países Votantes | Países Votantes | Países Votantes | Países Votantes | Países Votantes | Países Votantes | Países Votantes | Países Votantes    | Países Votantes | Países Votantes | Países Votantes | Países Votantes | Países Votantes | Países Votantes | Parciais   | Parciais   | Parciais   | Parciais   | Classificação | Classificação | Situação          |

     Vencedor
     2.º lugar
     3.º lugar
     Regra de um país não poder votar em si próprio
     0 (zero) pontos
     Passou à final
     Apurado pelo júri para a final
     Passaria/ganharia à final só com televoto
     Passaria à final/ganharia só com júri
     Não passaria à final/não ganharia só com televoto 
     Não passaria à final/não ganharia só com júri
     Pontuação nula ("null points")
Negrito + itálico Pontuação dos países apurados/dos três primeiros na final
Negrito Pontuação mais alta do parcial júri ou televoto (e a pontuação individual 12)

#### 2ª semifinal
- A 2ª semifinal realizou-se no dia 27 de Maio de 2010, na Telenor Arena, em Baerum, Oslo, Noruega;
- Um total de 17 países concorreram na 2ª semifinal;
- Os países nos 10 primeiros classificados na semifinal (a bege na tabela abaixo) qualificaram-se para a final;
- O sistema de votação foi feito através de 50% júri e 50% televoto;
- O sorteio para determinar em que cada semifinal cada um dos 34 países concorre ocorreu a 7 de Fevereiro. No mesmo sorteio foram determinados que países votariam em cada semifinal. Ainda no mesmo sorteio ficou determinado que países concorreriam na primeira e segunda parte de cada semifinal;Enquanto não se souber a ordem definitiva, estão na coluna da esquerda, os países que actuarão na 1ª parte e na coluna da direita, os países que actuarão na 2ª parte.

| #   | País          | Idioma           | Artista                       | Canção                        | Tradução para Português           | Pontuação | Lugar |
| --- | ------------- | ---------------- | ----------------------------- | ----------------------------- | --------------------------------- | --------- | ----- |
| 1º  | Lituânia      | Inglês           | InCulto                       | "East European Funk"          | Funk do este europeu              | 44        | 12º   |
| 2º  | Arménia       | Inglês           | Eva Rivas                     | "Apricot stone"               | Caroço de damasco                 | 83        | 6º    |
| 3º  | Israel        | Hebreu           | Harel Skaat                   | "Milim" (מילים)               | Palavras                          | 71        | 8º    |
| 4º  | Dinamarca     | Inglês           | Chanée & N'evergreen          | "In a Moment Like This"       | Num momento como este             | 101       | 5º    |
| 5º  | Suíça         | Francês          | Michael von der Heide         | "Il pleut de l’or"            | Está a chover ouro                | 2         | 17º   |
| 6º  | Suécia        | Inglês           | Anna Bergendahl               | "This Is My Life"             | Esta é a minha vida               | 62        | 11º   |
| 7º  | Azerbaijão    | Inglês           | Safura Alizadeh               | "Drip Drop"                   | Drip Drop                         | 113       | 2º    |
| 8º  | Ucrânia       | Inglês           | Alyosha                       | "Sweet People"                | Pessoas doces                     | 77        | 7º    |
| 9º  | Países Baixos | Holandês         | Sieneke                       | "Ik ben verliefd, Shalalie"   | Estou apaixonado, Shalalie        | 29        | 14º   |
| 10º | Roménia       | Inglês           | Paula Seling & Ovi            | "Playing With Fire"           | Brincando com o fogo              | 104       | 4º    |
| 11º | Eslovénia     | Esloveno         | Roka Žlindre & Kalamari       | "Narodnozabavni rock"         | Rock folclore                     | 6         | 16º   |
| 12º | Irlanda       | Inglês           | Niamh Kavanagh                | "It's for You"                | É para ti                         | 67        | 9º    |
| 13º | Bulgária      | Búlgaro & Inglês | Miroslav Kostadinov           | "Angel si ti" (Ангел си ти)   | Tu és um anjo                     | 19        | 15º   |
| 14º | Chipre        | Inglês           | Jon Lilygreen & The Islanders | "Life Looks Better In Spring" | A vida parece melhor na Primavera | 67        | 10º   |
| 15º | Croácia       | Croata           | Feminnem                      | "Lako je sve"                 | Tudo é fácil                      | 33        | 13º   |
| 16º | Geórgia       | Inglês           | Sopho Nizharadze              | "Shine"                       | Brilha                            | 106       | 3º    |
| 17º | Turquia       | Inglês           | maNga                         | "We Could Be The Same"        | Nós podemos ser os mesmos         | 118       | 1º    |

##### Pontuações
| 2  | Arménia          |                 |                 | 8               | 12              |                 |                 |                 | 10              | 10              |                 | 12              | 1               |                 |                 | 10              | 5               | 3               | 4               | 8               | 84       | 5º       | 90       | 6º       | 83            | 6º            |                   |
| 7  | Azerbaijão       |                 |                 | 7               | 10              | 10              | 5               | 8               | 12              | 1               | 10              | 5               | 2               | 2               |                 | 8               | 3               | 6               | 12              | 12              | 89       | 3º       | 126      | 1º       | 113           | 2º            |                   |
| 13 | Bulgária         |                 |                 |                 | 5               |                 |                 |                 |                 |                 |                 |                 |                 |                 | 6               |                 |                 |                 | 7               | 1               | 25       | 15º      | 15       | 15º      | 19            | 15º           |                   |
| 14 | Chipre           | 6               | 3               | 5               |                 | 12              | 7               |                 |                 |                 |                 | 10              | 4               |                 | 4               | 6               | 6               |                 |                 | 4               | 79       | 9º       | 53       | 10º      | 67            | 10º           |                   |
| 15 | Croácia          | 7               | 1               | 3               |                 |                 | 2               | 12              |                 |                 | 1               |                 |                 |                 |                 |                 |                 | 7               |                 |                 | 54       | 12º      | 22       | 14º      | 33            | 13º           |                   |
| 4  | Dinamarca        | 5               | 6               | 2               | 3               | 4               |                 | 10              | 3               | 4               | 4               | 7               | 5               | 8               |                 | 12              | 12              | 5               | 6               | 5               | 83       | 7º       | 106      | 4º       | 101           | 5º            |                   |
| 11 | Eslovénia        |                 |                 |                 |                 | 5               |                 |                 |                 |                 |                 | 1               |                 |                 |                 |                 |                 |                 |                 |                 | 5        | 17º      | 11       | 16º      | 6             | 16º           |                   |
| 16 | Geórgia          | 12              | 10              | 10              | 7               | 7               |                 | 7               |                 | 5               | 7               | 6               | 12              |                 | 1               | 2               | 2               | 1               | 10              | 7               | 117      | 1º       | 102      | 5º       | 106           | 3º            |                   |
| 9  | Países Baixos    |                 |                 |                 |                 |                 | 4               | 6               | 1               |                 | 3               | 4               |                 | 3               |                 |                 | 1               | 2               | 5               |                 | 26       | 14º      | 49       | 11º      | 29            | 14º           |                   |
| 12 | Irlanda          | 1               | 4               |                 |                 | 3               | 6               | 2               |                 | 8               |                 | 3               | 7               | 6               | 10              | 4               |                 | 12              | 1               |                 | 84       | 6º       | 43       | 13º      | 67            | 9º            |                   |
| 3  | Israel           | 8               | 7               | 1               | 4               |                 |                 | 5               | 5               | 12              |                 |                 |                 | 7               | 5               | 3               | 8               |                 |                 | 6               |          |          | 46       | 12º      | 71            | 8º            |                   |
| 1  | Lituânia         | 2               |                 |                 | 2               | 1               | 1               |                 | 8               |                 | 12              |                 |                 | 5               | 7               |                 | 4               |                 |                 | 2               | 27       | 13       | 65       | 8º       | 44            | 12º           |                   |
| 10 | Roménia          | 4               | 5               | 4               | 8               |                 | 8               | 4               | 4               | 3               | 6               | 8               | 6               | 10              | 12              |                 | 7               | 4               | 8               | 3               | 80       | 8º       | 113      | 3º       | 104           | 4º            |                   |
| 6  | Suécia           | 3               | 2               |                 | 1               | 2               | 12              |                 |                 | 6               | 5               |                 | 3               | 12              | 3               | 1               |                 | 10              | 2               |                 | 76       | 11       | 64       | 9º       | 62            | 11º           |                   |
| 5  | Suíça            |                 |                 |                 |                 |                 |                 |                 | 2               |                 |                 |                 |                 |                 |                 |                 |                 |                 |                 |                 | 14       | 16º      | 1        | 17º      | 2             | 17º           |                   |
| 17 | Turquia          |                 | 12              | 12              |                 | 8               | 10              | 3               | 6               | 7               | 8               |                 | 8               | 1               | 8               | 7               | 10              | 8               |                 | 10              | 93       | 2º       | 119      | 2º       | 118           | 1º            |                   |
| 8  | Ucrânia          | 10              | 8               | 6               | 6               | 6               | 3               | 1               | 7               | 2               | 2               | 2               | 10              | 4               | 2               | 5               |                 |                 | 3               |                 | 78       | 10º      | 77       | 7º       | 77            | 7º            |                   |
| #  | Países Pontuados | Arménia         | Azerbaijão      | Bulgária        | Chipre          | Croácia         | Dinamarca       | Eslovénia       | Geórgia         | Países Baixos   | Irlanda         | Israel          | Lituânia        | Noruega         | Reino Unido     | Roménia         | Suécia          | Suíça           | Turquia         | Ucrânia         | Júri     | Class.   | Televoto | Class.   | Total         | Lugar         | Passou Não Passou |
| #  | Países Pontuados | Países Votantes | Países Votantes | Países Votantes | Países Votantes | Países Votantes | Países Votantes | Países Votantes | Países Votantes | Países Votantes | Países Votantes | Países Votantes | Países Votantes | Países Votantes | Países Votantes | Países Votantes | Países Votantes | Países Votantes | Países Votantes | Países Votantes | Parciais | Parciais | Parciais | Parciais | Classificação | Classificação | Situação          |

     Vencedor
     2.º lugar
     3.º lugar
     Regra de um país não poder votar em si próprio
     0 (zero) pontos
     Passou à final
     Apurado pelo júri para a final
     Passaria/ganharia à final só com televoto
     Passaria à final/ganharia só com júri
     Não passaria à final/não ganharia só com televoto 
     Não passaria à final/não ganharia só com júri
     Pontuação nula ("null points")
Negrito + itálico Pontuação dos países apurados/dos três primeiros na final
Negrito Pontuação mais alta do parcial júri ou televoto (e a pontuação individual 12)

### Final
- A final realizou-se a 29 de Maio de 2010, na Telenor Arena, em Baerum, Oslo, Noruega;
- Os 'Big 4' e o país anfitrião (Noruega), qualificaram-se directamente para a final. A estes juntaram-se 20 países vindos das duas semifinais de 25 e 27 de Maio (10 de cada), o que fez um total de 25 concorrentes na final;
- O sistema de votação foi feito através de 50% júri e 50% televoto (a votação decorreu pela primeira vez durante todo o festival);
- Pela primeira vez na história da Eurovisão, em 55 anos uma actuação foi repetida no evento. Durante a actuação da Espanha o palco foi invadido por Jimmy Jump, o que levou à intervenção de seguranças e a uma grande alteração dos planos de câmera pré-definidos para a actuação espanhola, prejudicando a mesma. Como tal foi dada a ordem e possibilidade do intérprete espanhol repetir a sua actuação no final das 25 canções a concurso.[383]
- Nota 1: Os resultados detalhados (parciais de televoto e de júri não incluídos) têm a seguinte fonte:[384]

| #   | País                 | Idioma          | Artista                       | Canção                          | Tradução para Português           | Pontuação | Lugar |
| --- | -------------------- | --------------- | ----------------------------- | ------------------------------- | --------------------------------- | --------- | ----- |
| 1º  | Azerbaijão           | Inglês          | Safura Alizadeh               | "Drip Drop"                     | Drip Drop                         | 145       | 05º   |
| 2º  | Espanha              | Espanhol        | Daniel Diges                  | "Algo pequeñito"                | Algo pequenino                    | 68        | 15º   |
| 3º  | Noruega              | Inglês          | Didrik Solli-Tangen           | "My Heart Is Yours"             | O meu coração é teu               | 35        | 20º   |
| 4º  | Moldávia             | Inglês          | SunStroke Project & Olia Tira | "Run Away"                      | Foge                              | 27        | 22º   |
| 5º  | Chipre               | Inglês          | Jon Lilygreen & The Islanders | "Life Looks Better In Spring"   | A vida parece melhor na Primavera | 27        | 21º   |
| 6º  | Bósnia e Herzegovina | Inglês          | Vukasin Brajic                | "Thunder and lightning"         | Raios e Trovões                   | 51        | 17º   |
| 7º  | Bélgica              | Inglês          | Tom Dice                      | "Me and My Guitar"              | Eu e a minha guitarra             | 143       | 06º   |
| 8º  | Sérvia               | Sérvio          | Milan Stanković               | "Ovo je Balkan" (Oво je Балкан) | Isto são os Balcãs                | 72        | 13º   |
| 9º  | Bielorrússia         | Inglês          | 3+2                           | "Butterflies"                   | Borboletas                        | 18        | 24º   |
| 10º | Irlanda              | Inglês          | Niamh Kavanagh                | "It's for You"                  | É para ti                         | 25        | 23º   |
| 11º | Grécia               | Grego           | Giorgos Alkaios & Friends     | "OPA"                           | OPA                               | 140       | 08º   |
| 12º | Reino Unido          | Inglês          | Josh Dubovie                  | "That Sounds Good to Me"        | Isso soa-me bem                   | 10        | 25º   |
| 13º | Geórgia              | Inglês          | Sopho Nizharadze              | "Shine"                         | Brilha                            | 136       | 09º   |
| 14º | Turquia              | Inglês          | maNga                         | "We Could Be The Same"          | Nós podemos ser os mesmos         | 170       | 02º   |
| 15º | Albânia              | Inglês          | Juliana Pasha                 | "It's all about you"            | É tudo sobre ti                   | 62        | 16º   |
| 16º | Islândia             | Inglês, Francês | Hera Björk                    | "Je ne sais quoi"               | Eu não sei o que                  | 41        | 19º   |
| 17º | Ucrânia              | Inglês          | Alyosha                       | "Sweet People"                  | Pessoas doces                     | 108       | 10º   |
| 18º | França               | Francês         | Jessy Matador                 | "Allez! Ola! Olé!"              | Vamos lá! Ola! Olé!               | 82        | 12º   |
| 19º | Roménia              | Inglês          | Paula Seling & Ovi            | "Playing With Fire"             | Brincando com o fogo              | 162       | 03º   |
| 20º | Rússia               | Inglês          | Peter Nalitch Band            | "Lost and Forgotten"            | Perdido e esquecido               | 90        | 11º   |
| 21º | Arménia              | Inglês          | Eva Rivas                     | "Apricot stone"                 | Caroço de damasco                 | 141       | 07º   |
| 22º | Alemanha             | Inglês          | Lena Meyer-Landrut            | "Satellite"                     | Satélite                          | 246       | 01º   |
| 23º | Portugal             | Português       | Filipa Azevedo                | "Há dias assim"                 | Há dias assim                     | 43        | 18º   |
| 24º | Israel               | Hebreu          | Harel Skaat                   | "Milim" (מילים)                 | Palavras                          | 71        | 14º   |
| 25º | Dinamarca            | Inglês          | Chanée & N'evergreen          | "In a Moment Like This"         | Num momento como este             | 149       | 04º   |

| #    | País    | Idioma   | Artista      | Canção           | Tradução para Português | Pontuação | Lugar |
| ---- | ------- | -------- | ------------ | ---------------- | ----------------------- | --------- | ----- |
| Rep. | Espanha | Espanhol | Daniel Diges | "Algo pequeñito" | Algo pequenino          | -         | -     |

#### Pontuações
| #                              | Países Votantes                 | Países Pontuados | Países Pontuados | Países Pontuados | Países Pontuados | Países Pontuados | Países Pontuados | Países Pontuados     | Países Pontuados | Países Pontuados | Países Pontuados | Países Pontuados | Países Pontuados | Países Pontuados | Países Pontuados | Países Pontuados | Países Pontuados | Países Pontuados | Países Pontuados | Países Pontuados | Países Pontuados | Países Pontuados | Países Pontuados | Países Pontuados | Países Pontuados | Países Pontuados | Países Pontuados | Países Pontuados |
| #                              | Países Votantes                 | Albânia          | Alemanha         | Arménia          | Azerbaijão       | Bélgica          | Bielorrússia     | Bósnia e Herzegovina | Chipre           | Dinamarca        | Espanha          | França           | Geórgia          | Grécia           | Irlanda          | Islândia         | Israel           | Moldávia         | Noruega          | Portugal         | Reino Unido      | Roménia          | Rússia           | Sérvia           | Turquia          | Ucrânia          |                  |                  |
| ------------------------------ | ------------------------------- | ---------------- | ---------------- | ---------------- | ---------------- | ---------------- | ---------------- | -------------------- | ---------------- | ---------------- | ---------------- | ---------------- | ---------------- | ---------------- | ---------------- | ---------------- | ---------------- | ---------------- | ---------------- | ---------------- | ---------------- | ---------------- | ---------------- | ---------------- | ---------------- | ---------------- | ---------------- | ---------------- |
| 15                             | Albânia                         |                  | 10               |                  |                  |                  |                  | 6                    |                  | 2                | 7                |                  |                  | 12               |                  |                  | 4                |                  |                  |                  | 1                | 5                |                  | 3                | 8                |                  |                  |                  |
| 22                             | Alemanha                        | 1                |                  | 7                |                  | 12               |                  |                      |                  |                  |                  | 3                |                  | 8                | 2                | 4                |                  |                  |                  | 6                |                  |                  |                  | 5                | 10               |                  |                  |                  |
| 21                             | Arménia                         |                  |                  |                  |                  |                  |                  |                      |                  | 5                | 7                | 6                | 12               | 3                |                  |                  |                  |                  | 2                | 4                |                  | 1                | 10               |                  |                  | 8                |                  |                  |
| 1                              | Azerbaijão                      |                  | 1                |                  |                  |                  |                  |                      |                  | 4                |                  |                  | 8                |                  |                  |                  | 5                | 6                |                  |                  | 2                | 7                | 3                |                  | 12               | 10               |                  |                  |
| 7                              | Bélgica                         | 3                | 10               | 7                | 5                |                  |                  |                      |                  | 2                | 1                |                  | 4                | 12               |                  | 8                |                  |                  |                  |                  |                  |                  |                  |                  | 6                |                  |                  |                  |
| 9                              | Bielorrússia                    |                  |                  | 5                | 6                |                  |                  |                      |                  |                  |                  |                  | 7                |                  |                  | 2                | 8                | 4                |                  |                  |                  | 1                | 12               |                  | 3                | 10               |                  |                  |
| 6                              | Bósnia e Herzegovina            | 5                | 8                |                  | 7                |                  |                  |                      |                  |                  |                  | 3                | 4                | 6                |                  |                  | 1                |                  |                  |                  |                  | 2                |                  | 12               | 10               |                  |                  |                  |
| -                              | Bulgária                        |                  | 3                | 8                | 12               |                  | 1                |                      | 4                |                  | 2                |                  | 6                | 5                |                  |                  |                  |                  |                  |                  |                  |                  |                  |                  | 10               | 7                |                  |                  |
| 5                              | Chipre                          |                  | 4                | 7                | 10               |                  |                  |                      |                  |                  |                  | 3                | 5                | 12               |                  |                  | 2                |                  |                  |                  |                  | 8                |                  | 1                |                  | 6                |                  |                  |
| -                              | Croácia                         | 5                | 6                |                  |                  |                  |                  | 10                   | 4                | 2                |                  | 3                | 7                |                  | 1                |                  |                  |                  |                  |                  |                  |                  |                  | 8                | 12               |                  |                  |                  |
| 25                             | Dinamarca                       |                  | 12               |                  | 2                | 10               |                  |                      | 1                |                  |                  | 7                |                  |                  |                  | 3                |                  |                  | 5                | 4                |                  | 8                |                  |                  | 6                |                  |                  |                  |
| -                              | Eslováquia                      |                  | 12               | 4                |                  | 10               |                  |                      | 2                | 7                |                  |                  |                  | 5                |                  |                  | 8                |                  | 3                |                  |                  | 1                | 6                |                  |                  |                  |                  |                  |
| -                              | Eslovénia                       |                  | 10               |                  |                  |                  |                  | 4                    |                  | 12               | 5                | 3                | 1                |                  |                  |                  | 6                |                  |                  |                  |                  | 7                |                  | 8                | 2                |                  |                  |                  |
| 2                              | Espanha                         |                  | 12               | 8                | 7                |                  |                  |                      |                  | 4                |                  | 2                | 1                | 5                |                  |                  |                  |                  |                  | 6                |                  | 10               |                  |                  | 3                |                  |                  |                  |
| -                              | Estónia                         |                  | 12               |                  |                  | 3                |                  |                      |                  | 5                |                  | 1                | 8                |                  | 2                | 4                |                  |                  | 7                |                  |                  |                  | 10               |                  | 6                |                  |                  |                  |
| -                              | Finlândia                       |                  | 12               |                  |                  | 6                |                  |                      |                  | 2                | 4                | 8                |                  | 7                | 1                | 5                | 10               |                  |                  |                  |                  |                  |                  |                  | 3                |                  |                  |                  |
| 18                             | França                          |                  | 3                | 6                |                  | 7                |                  | 5                    |                  |                  |                  |                  |                  | 4                |                  |                  | 1                |                  |                  | 8                |                  |                  |                  | 10               | 12               | 2                |                  |                  |
| 13                             | Geórgia                         |                  |                  | 10               | 8                |                  | 12               |                      |                  |                  | 2                |                  |                  |                  |                  |                  | 4                | 1                | 6                |                  | 3                |                  |                  |                  | 5                | 7                |                  |                  |
| 11                             | Grécia                          | 10               | 2                | 7                | 1                | 6                |                  |                      | 12               |                  |                  | 8                | 5                |                  |                  | 3                |                  |                  |                  |                  |                  | 4                |                  |                  |                  |                  |                  |                  |
| -                              | Países Baixos                   |                  | 4                | 12               |                  | 6                |                  |                      |                  | 2                |                  |                  |                  | 3                |                  |                  | 10               |                  |                  |                  |                  | 5                |                  | 1                | 8                | 7                |                  |                  |
| #                              | Países Votantes                 | Países Pontuados | Países Pontuados | Países Pontuados | Países Pontuados | Países Pontuados | Países Pontuados | Países Pontuados     | Países Pontuados | Países Pontuados | Países Pontuados | Países Pontuados | Países Pontuados | Países Pontuados | Países Pontuados | Países Pontuados | Países Pontuados | Países Pontuados | Países Pontuados | Países Pontuados | Países Pontuados | Países Pontuados | Países Pontuados | Países Pontuados | Países Pontuados | Países Pontuados | Países Pontuados | Países Pontuados |
| #                              | Países Votantes                 | Albânia          | Alemanha         | Arménia          | Azerbaijão       | Bélgica          | Bielorrússia     | Bósnia e Herzegovina | Chipre           | Dinamarca        | Espanha          | França           | Geórgia          | Grécia           | Irlanda          | Islândia         | Israel           | Moldávia         | Noruega          | Portugal         | Reino Unido      | Roménia          | Rússia           | Sérvia           | Turquia          | Ucrânia          |                  |                  |
| #                              | Países Votantes                 | Países Pontuados |                  |                  |                  |                  |                  |                      |                  |                  |                  |                  |                  |                  |                  |                  |                  |                  |                  |                  |                  |                  |                  |                  |                  |                  |                  |                  |
| 10                             | Irlanda                         |                  | 8                |                  | 3                | 10               |                  |                      |                  | 12               |                  | 6                | 5                |                  |                  |                  |                  |                  | 2                |                  | 4                | 7                |                  |                  | 1                |                  |                  |                  |
| 16                             | Islândia                        | 7                | 3                |                  | 4                | 10               |                  |                      |                  | 12               |                  | 6                | 2                | 8                |                  |                  |                  |                  |                  | 1                |                  | 5                |                  |                  |                  |                  |                  |                  |
| 24                             | Israel                          |                  |                  | 12               | 7                |                  |                  |                      |                  | 4                | 1                | 3                | 5                |                  | 6                |                  |                  |                  |                  |                  |                  | 8                | 10               |                  |                  | 2                |                  |                  |
| -                              | Letónia                         |                  | 12               | 1                | 2                | 4                |                  |                      |                  | 10               | 5                |                  |                  |                  |                  |                  |                  |                  |                  | 6                |                  | 3                | 8                |                  |                  | 7                |                  |                  |
| -                              | Lituânia                        |                  | 10               |                  |                  | 7                |                  |                      | 1                | 3                | 8                |                  | 12               |                  |                  |                  |                  |                  |                  |                  |                  | 2                | 5                |                  | 4                | 6                |                  |                  |
| -                              | Macedónia do Norte              | 12               | 8                | 4                | 3                |                  |                  | 6                    |                  | 2                |                  | 1                | 5                |                  |                  |                  |                  |                  |                  |                  |                  |                  |                  | 7                | 10               |                  |                  |                  |
| -                              | Malta                           |                  | 4                |                  | 12               | 10               |                  |                      |                  | 8                |                  | 2                |                  | 7                |                  | 6                |                  |                  | 3                | 1                |                  | 5                |                  |                  |                  |                  |                  |                  |
| 4                              | Moldávia                        |                  |                  | 6                | 7                |                  | 3                |                      |                  |                  | 4                |                  | 5                | 2                |                  |                  | 1                |                  |                  |                  |                  | 12               | 10               |                  |                  | 8                |                  |                  |
| 3                              | Noruega                         |                  | 12               |                  | 7                | 3                |                  |                      |                  | 8                |                  | 4                | 1                |                  |                  | 6                | 5                |                  |                  |                  |                  | 10               |                  |                  | 2                |                  |                  |                  |
| -                              | Polónia                         | 2                | 7                | 5                | 8                | 10               |                  |                      |                  | 12               |                  |                  | 4                | 1                |                  |                  |                  |                  |                  |                  |                  | 6                |                  |                  |                  | 3                |                  |                  |
| 23                             | Portugal                        |                  | 1                |                  |                  | 5                |                  |                      |                  | 4                | 12               | 7                |                  | 8                |                  |                  |                  | 6                | 3                |                  |                  | 10               | 2                |                  |                  |                  |                  |                  |
| 12                             | Reino Unido                     | 1                | 4                |                  |                  |                  |                  |                      |                  | 6                |                  | 2                |                  | 12               | 7                |                  | 3                |                  |                  |                  |                  | 8                |                  |                  | 10               | 5                |                  |                  |
| 19                             | Roménia                         | 1                | 3                | 6                |                  | 4                |                  |                      |                  | 12               | 2                |                  |                  | 7                |                  |                  |                  | 10               |                  |                  |                  |                  |                  |                  | 8                | 5                |                  |                  |
| 20                             | Rússia                          |                  | 6                | 12               | 8                | 5                | 2                |                      |                  | 1                | 4                |                  | 10               |                  |                  |                  |                  |                  |                  |                  |                  | 3                |                  |                  |                  | 7                |                  |                  |
| 8                              | Sérvia                          |                  | 8                | 1                |                  | 5                |                  | 12                   |                  |                  |                  | 4                |                  | 10               |                  |                  |                  |                  |                  | 2                |                  | 6                |                  |                  | 3                | 7                |                  |                  |
| -                              | Suécia                          |                  | 12               | 1                |                  | 2                |                  |                      | 3                | 8                |                  |                  | 6                |                  |                  |                  |                  |                  | 4                |                  |                  | 10               |                  | 7                | 5                |                  |                  |                  |
| -                              | Suíça                           | 8                | 12               |                  | 2                | 7                |                  |                      |                  |                  |                  |                  | 1                |                  | 6                |                  |                  |                  |                  | 5                |                  | 4                |                  | 10               | 3                |                  |                  |                  |
| 14                             | Turquia                         | 7                | 10               | 6                | 12               |                  |                  | 8                    |                  |                  |                  |                  | 5                | 3                |                  |                  |                  |                  |                  |                  |                  | 2                | 4                |                  |                  | 1                |                  |                  |
| 17                             | Ucrânia                         |                  | 5                | 6                | 12               | 1                |                  |                      |                  |                  | 4                |                  | 7                |                  |                  |                  | 3                |                  |                  |                  |                  | 2                | 10               |                  | 8                |                  |                  |                  |
| Resultados Parciais - Júri     | Pontuação: 50% Júri             | 97               | 187              | 116              | 116              | 185              | 22               | 65                   | 57               | 121              | 43               | 34               | 160              | 110              | 62               | 57               | 137              | 33               | 61               | 69               | 18               | 167              | 63               | 37               | 119              | 129              |                  |                  |
| Resultados Parciais - Júri     | Lugar só com votação do Júri    | 12               | 1º               | 10º              | 9º               | 2º               | 24º              | 14º                  | 18º              | 7º               | 19º              | 22º              | 4º               | 11º              | 16º              | 18º              | 5º               | 23º              | 17º              | 13º              | 25º              | 3º               | 15º              | 20º              | 8º               | 6º               |                  |                  |
| Resultados Parciais - Televoto | Pontuação: 50% Televoto         | 35               | 243              | 166              | 161              | 76               | 18               | 35                   | 16               | 174              | 106              | 151              | 127              | 151              | 15               | 40               | 27               | 28               | 18               | 24               | 7                | 155              | 107              | 110              | 177              | 94               |                  |                  |
| Resultados Parciais - Televoto | Lugar só com Televoto           | 17º              | 1º               | 4º               | 5º               | 14º              | 22º              | 16º                  | 23º              | 3º               | 12º              | 8º               | 9º               | 7º               | 24º              | 15º              | 19º              | 18º              | 21º              | 20º              | 25º              | 6º               | 11º              | 10º              | 2º               | 13º              |                  |                  |
| Totais                         | Pontos Totais (Júri + Televoto) | 62               | 246              | 141              | 145              | 143              | 18               | 51                   | 27               | 149              | 68               | 82               | 136              | 140              | 25               | 41               | 71               | 27               | 35               | 43               | 10               | 162              | 90               | 72               | 170              | 108              |                  |                  |
| Totais                         | Lugar                           | 16º              | 1º               | 7º               | 5º               | 6º               | 24º              | 17º                  | 21º              | 4º               | 15º              | 12º              | 9º               | 8º               | 23º              | 19º              | 14º              | 22º              | 20º              | 18º              | 25º              | 3º               | 11º              | 13º              | 2º               | 10º              |                  |                  |
| #                              | Países Votantes                 | Albânia          | Alemanha         | Arménia          | Azerbaijão       | Bélgica          | Bielorrússia     | Bósnia e Herzegovina | Chipre           | Dinamarca        | Espanha          | França           | Geórgia          | Grécia           | Irlanda          | Islândia         | Israel           | Moldávia         | Noruega          | Portugal         | Reino Unido      | Roménia          | Rússia           | Sérvia           | Turquia          | Ucrânia          |                  |                  |
| #                              | Países Votantes                 | Países Pontuados |                  |                  |                  |                  |                  |                      |                  |                  |                  |                  |                  |                  |                  |                  |                  |                  |                  |                  |                  |                  |                  |                  |                  |                  |                  |                  |

     Vencedor
     2.º lugar
     3.º lugar
     Regra de um país não poder votar em si próprio
     0 (zero) pontos
     Passou à final
     Apurado pelo júri para a final
     Passaria/ganharia à final só com televoto
     Passaria à final/ganharia só com júri
     Não passaria à final/não ganharia só com televoto 
     Não passaria à final/não ganharia só com júri
     Pontuação nula ("null points")
Negrito + itálico Pontuação dos países apurados/dos três primeiros na final
Negrito Pontuação mais alta do parcial júri ou televoto (e a pontuação individual 12)

Nota: As pontuações estão divididas em Total (T), Televoto (Tv.) e Júri (J).

#### Ordem de divulgação de votos na final
A ordem de divulgação dos votos, na final do Festival Eurovisão da Canção 2010, foi decidida através de um sorteio que se realizou no dia 23 de Março em Oslo. Na noite da final, a 29 de Maio, depois dos últimos 15 minutos de votação, e de mais 15 minutos de intervalo, a partir de Oslo, da arena onde vai ser realizado o festival, vai ser realizada uma ligação em directo para cada país participante na edição de 2010 (incluindo os que não passaram à final). Geralmente as ligações são feitas para a capital do país em questão, que tem o seu porta-voz num estúdio, com um fundo que consiste numa fotografia ou numa imagem real do panorama da cidade de onde estão ligados. Assim, cada porta-voz tem cerca de dois minutos para divulgar as votações nacionais, o que demora mais de uma hora.
| Ordem de Votação                                                                         | Ordem de Votação                                                                                               | Ordem de Votação                                                                                       | Ordem de Votação                                                                               | Ordem de Votação | Ordem de Votação                                      |
| ---------------------------------------------------------------------------------------- | --- | --- | ---------------------------------------------------------------------------------------------- | --- | ----------------------------------------------------- |
| 1. Roménia · 2. Irlanda · 3. Alemanha · 4. Sérvia · 5. Albânia · 6. Turquia · 7. Croácia | 8. Polónia · 9. Bósnia e Herzegovina · 10. Finlândia · 11. Eslovénia · 12. Estónia · 13. Rússia · 14. Portugal | 15. Azerbaijão · 16. Grécia · 17. Islândia · 18. Dinamarca · 19. França · 20. Espanha · 21. Eslováquia | 22. Bulgária · 23. Ucrânia · 24. Letónia · 25. Malta · 26. Noruega · 27. Chipre · 28. Lituânia | 29. Bielorrússia · 30. Suíça · 31. Bélgica · 32. Reino Unido · 33. Países Baixos · 34. Israel · 35. Macedónia do Norte | 36. Moldávia · 37. Geórgia · 38. Suécia · 39. Arménia |

## Transmissão do Festival
O Festival Eurovisão da Canção, é o programa não-desportivo que consegue juntar o maior número de telespectadores ao mesmo tempo em todo o Mundo (somente tem audiência menor do que as Cerimónias dos Jogos Olímpicos, e as finais de Campeonatos Europeus de Futebol e Mundiais). Todos os anos, mais de 125 milhões de pessoas por toda a Europa e de todo mundo  vêem o espetáculo, traduzido em directo por um comentador escolhido pela sua televisão transmissora, membro da EBU. Porém, o festival para além de ser transmitido televisivamente, também o é transmitido através de estações de rádio, e mais recentemente em directo (e posteriormente em vídeo on-demand), no site oficial do festival, através da eurovision.tv. Todos os anos, cerca de 50 televisões, 12 rádios e um canal oficial de televisão on-line (eurovision.tv), transmitem o festival para mais de 100 milhões de pessoas, no entanto o número vem a aumentar todos os anos.

### Cobertura televisiva das semifinais e final
Todas as televisões que enviam um representante para uma edição do Festival Eurovisão da Canção, são obrigados a transmitir pelo menos a semifinal em que entram e a final (à excepção dos Big4, que se quiserem podem apenas transmitir a final). No entanto, os países podem escolher também transmitir a semifinal onde não participam, o que é adoptado pela maioria, mesmo que por vezes a semifinal onde não participa, seja transmitida noutro horário. Em baixo encontra-se a lista das cadeias televisivas e respectivos canais, que emitirão o festival:
| - RTSH - TP/NDR/ARD - ARMTV - ITV - VRT/RTBF - BTRC - BHRT | - BNT - CyBC - HRT - DR - STV - RTV SLO - TVE | - ERR - YLE - FTV - GPB - ERT - TROS - RTÉ | - RÚV - IBA - LTV - LRT - MKRTV - TVM - TRM | - NRK - TVP - RTP 1 - BBC 3/BBC - TVR - C1R - RTS | - SVT - SRG SSR - TRT - NTU |

Legenda
| - Transmitiu a 1.ª semifinal em directo - Transmitiu a 1ª semifinal noutro horário | - Transmitiu a 2.ª semifinal em directo - Transmitiu a 2ª semifinal noutro horário | - Transmitiu a final em directo - Transmitiu a final noutro horário |

### Cobertura televisiva pelo mundo
Foi possível assistir ao concurso em qualquer parte do mundo, através da internet. Para além disso, várias televisões de vários países não europeus, transmitiram o festival. Também várias televisões Europeias transmitiram o festival nos seus canais internacionais. Em baixo é possível observar uma lista com os canais que transmitiram o festival, para além fronteiras europeias:
 Austrália
- A Austrália não pode, nem está autorizada a entrar no concurso, no entanto o festival foi transmitido na televisão pela/na Special Broadcasting Service (SBS1) tal como aconteceu em anos anteriores. A televisão australiana enviou os seus próprios comentadores para o festival, os comantadores e apresentadores de televisão, Julia Zemiro e Sam Pang.[390] O canal transmitiu os três espetáculos, nos dias 28, 29 e 30 de Maio.

 Cazaquistão
- O país emitiu o festival.

 Hungria
- O país emitiu o festival.

 Kosovo
- O país emitiu o festival.

 Nova Zelândia
- Pelo segundo ano consecutivo, depois de trinta anos sem transmissões, um canal neozelandês transmitiu os três espetáculos do Festival Eurovisão da Canção 2010. Esse canal, que emitiu com uma hora diferente devido à diferença horária, é a Triangle/Stratos TV.[391]

 Montenegro
- O país emitiu o festival.

 Mundo Fora
- Uma transmissão em directo do Festival Eurovisão da Canção foi transmitida para todo o mundo, através de outros canais da mesma estação televisiva que transmitiu para o seu país anfitrião. Por exemplo, a RTP em Portugal, transmitiu o festival para Portugal, e o sub-canal RTP Internacional, transmitiu para todo o mundo, para que todos os mais de 200 milhões de lusófonos pudessem ver o festival. Em baixo está uma lista das estações televisivas de cada país, que transmitiram o festival para além das suas fronteiras:

| - TVSH - ARMTV - BVN Benelux - BNT - ERT World - LTV | - MKTV Sat - TVP Polonia - RTP Internacional - RTP África - RTP Madeira | - TVR international - RTS Sat - TVE Internacional - SVT World - TRT International | - LTV World - TNB - BBC Worldwide - TRT Int-Turk - TRT AVAZ | - DR1 - NRK - C1R International - France 3 - ARD Das Erste | - HRT Sat |

### Cobertura televisiva em alta definição
Pela terceira vez, o festival também foi transmitido em canais de alta definição. Alguns países, através do seu canal de alta definição, possibilitaram que outros países assistam ao festival em HD.
| - BBC HD | - RTS Digital | - ETV HD | - RTP HD | - TVR HD |

-  yes HD, Hot HD

| - SVT HD |

### Cobertura televisiva via internet
Pela segunda vez, algumas televisões transmitiram o festival através da internet. Para além disso, o site oficial do Festival Eurovisão da Canção, eurovision.tv, também transmitiu os três espectáculos em directo para todo o Mundo (mas sem qualquer tradução, ou número de telefone para votação).
| - eurovision.tv | - RTP on-line | - ERT on-line |

### Transmissão para telemóveis (mobile TV)
Tal como no ano anterior, algumas cadeias de telemóveis e de televisões irão transmitir o Festival Eurovisão da Canção, em directo para telemóveis, através dos seus canais de Mobile TV. As operadoras móveis que o farão são as seguintes:
| - Telenor Group | - RTP Mobile |  |

### Rádio
Apesar de já não ser a maneira mais utilizada para emitir nem seguir o festival, algumas cadeias de rádio (pertencentes às cadeias televisivas), transmitem o festival em directo. Tal como em todos os anos anteiores, 2010 não foi excepção, e também teve cobertura via rádio.
| - Bosnia Radio | - Radio Two | - Croation Radio | - BBC Radio 2 | - Rádio Tirana |

### Comentadores
Como já é hábito, desde o início das transmissões do festival, cada televisão membro, escolhe um ou mais comentadores, que em directo, traduzem o festival para a língua materna do país a que pertencem. Na ligação acima, é possível observar uma tabela com todos os comentadores que cada país levou a Oslo, para reportar o festival, que é apenas apresentado em inglês e francês (porém, marioritariamente em inglês), no local onde está a decorrer (por vezes surgem apresentações na língua do país anfitrião, ou em inglês).

## Produtos oficiais
O principal patrocinador do Festival Eurovisão da Canção 2010, foi o Telenor Group, uma das maiores companhias de redes móveis da Europa. Como tal, o grupo chegou ao acordo com a EBU, para produzir e vender pelos seus mercados (oito na Europa), o Telemóvel Oficial do Festival Eurovisão da Canção. Os seus mercados Europeus são a Noruega, Dinamarca, Suécia, Finlândia, Hungria, Montenegro, Sérvia, Ucrânia e Rússia. O CD oficial do festival, com todas as 39 músicas a concurso foi colocado à venda a 17 de Maio, enquanto que o DVD será lançado apenas a 18 de Junho. Outros produtos relacionados com o eventos (livros, roupa, souvenirs, etc), ficaram à venda a 23 de Março.

## Factos e Controvérsias

### Datas
Inicialmente as datas anúnciadas para o festival eram 18 de maio (1ª semifinal), 20 de maio (2ª semifinal) e 22 de maio (grande final) de 2010. O anúncio foi feito durante a último conferência de imprensa do Festival Eurovisão da Canção 2009, logo a seguir à final do mesmo. No entanto, a data da final gerou polémica desde a sua apresentação, pois no dia 22 de Maio, seria também a final da Champions League, uma das competições de futebol mais importantes do mundo. A final da Liga dos Campeões geralmente é efectuada numa quarta-feira, no entanto em 2010, a organização resolveu mudar a data para um sábado. Para que não houvesse problemas com as televisões europeias quanto às prioridades de transmissão, a EBU viu-se obrigada a alterar as data do Festival Eurovisão da Canção 2010. Caso o dia da final se mantivesse, várias televisões europeis (como a RTP de Portugal, por exemplo), teriam de desistir do festival, para transmitir o evento desportivo devido aos contratos previamente acordados, o que não acontece com a Eurovisão, em que todos os anos tem de ser realizada uma inscrição no concurso. Uma das hipóteses para a não desistência de muitos países seria a de estes emitirem o festival não no seu canal principal, mas sim num secundário (como por exemplo, em Portugal, o concurrso em vez de ser emitido pela RTP 1, seria emitido pela RTP 2, ambas pertencentes à RTP).

### As participações
Ao longo de oito meses, mais de cinquenta países europeus confirmaram ou desconfirmaram a sua participação no Festival Eurovisão da Canção 2010. As seguintes categorias incluem as referências às estreias, regressos e retiradas esperadas, anúnciadas, confirmadas e não confirmadas para a LV edição da Eurovisão da Canção.

#### Estreias
- Escócia- A Escócia tentou a sua estreia no Festival Eurovisão da Canção 2009, porém envolto numa grande polémica. A Escócia não é um país independente, mas sim um dos integrantes do Reino Unido. Existem poucas probabilidades de uma participação, no entanto não foi desmentida. No dia 15 de maio de 2009, foi entregue uma petição no Parlamento Escocês, para o país poder entrar sozinho no Festival. A artista apontada como primeira representante da Escócia é Susan Boyle[396] Também Gales, à semelhança da Escócia deseja participar como independente. Caso isto acontecesse, o Reino Unido deixaria de participar como Reino Unido, e passaria a participar com quatro candidatos (Escócia, Gales, Irlanda do Norte e Inglaterra). A 12 de junho de 2009, o Reino Unido e a EBU permitiram a participação da Escócia como independente[397]
- Kosovo- O Kosovo (país independente apenas em 2008), tentou participar pela primeira vez no Festival Eurovisão da Canção 2009, no entanto sem sucesso. Este insucesso deveu-se ao facto de na altura da candidatura não ser ainda membro da EBU, e pelo facto de vários países não lhe terem reconhecido ainda a independência, entre eles a Sérvia, que ameaçou sair do concurso caso o Kosovo entrasse. Entretanto, o Kosovo tornou-se membro da EBU, e mais países reconheceram a sua independência, factos que possibilitam cada vez mais a sua estreia para 2010.
- Líbano – Em 2005, o Líbano tentou entrar no festival, chegando mesmo a escolher o seu representante e música. O Líbano está suspenso preventivamente devido as questões políticas relacionadas ao estado de Israel em 2005.
- Cazaquistão – O Cazaquistão tentou participar no Festival Eurovisão da Canção 2009, porém sem sucesso. Entretanto foi criado o Festival Ásiavisão da Canção, um festival semelhante à Eurovisão, mas para países asiáticos, e por sua vez, o Cazaquistão é um país asiático, pelo que a sua estreia no Festival Eurovisão da Canção pode já estar comprometida. Sendo fora da área de cobertura da UER não pode participar do festival.
- Liechtenstein- O Liechtenstein tentou participar nos Festivais Eurovisão da Canção de 1969 e 1976, porém sempre sem sucesso (apesar de ser membro da EBU). A sua primeira participação é já esperada há algum tempo, pelo que em 2010, poderá realizar-se.[398] A 15 de agosto de 2008, o país criou a sua própria televisão nacional,[399] a 1FLTV, podendo assim participar na Eurovisão, depois de se tornar membra da EBU. Apesar de ainda não estar confirmado como país certo para 2010, o Liechtenstein encontra-se a tratar de escolher a melhor forma de escolher um representante.[400] Ao que tudo indica, a fórmula será a mesma utilizada pela Alemanha na sua escolha de representante, formúla esta que também é nova para a própria Alemanha. A quando da confirmação da presença da Áustria no festival (que viria a ser desconfirmada), a  EBU confirmou estar em negociações finais para a entrada do Liechtenstein na Eurovisão, sendo cada vez mais certa sua estreia em 2010.[401] A 23 de setembro de 2009, a televisão responsável pela possível participação do país no festival, apresentou a sua candidatura a membro activo da EBU.[402] O director da 1FLTV Peter Kölbel afirmou que será possível que o país participe na edição de 2010, estanto ele e a televisão em si, a fazer os esforços e preparativos necessários para que tal aconteça. No entanto, para que a participação se possa concretizar, algumas regras poderão ter que ser alteradas. A aprovação da cadeia de televisão como membra da EBU só será feita em Dezembro de 2009 ou somente em 2010, no entanto o número de participantes no Festival Eurovisão da Canção 2010, ficará definido a 15 de novembro de 2009.[403] O director da estação mencionou o facto de a EBU se encontrar a considerar alterar algumas regras. Caso o país esteja legitimizado a entrar na edição de 2010 da Eurovisão, o seu representante será escolhido de forma aberta, e será alguém do país ou formetemente ligado ao mesmo.[404] A 1FLTV confirmou mesmo que já recebeu vários contactos de artistas para uma possível representação do país, no entanto a maioria era estrangeira. Porém, a 4 de novembro de 2009, a 1FLTV declarou que iria repensar a sua candidatura como membro da EBU, pondo de lado para já, os planos para o festival de 2010. No entanto, a estreia do país é quase certa para o Festival Eurovisão da Canção 2011, a 56º edição do mesmo.[405][406]
- Palestina[407]- A Palestina demonstrou interesse em participar no Festival Eurovisão da Canção, no entanto tal intenção deverá causar problemas por parte de Israel. Sendo fora da área de cobertura da UER não pode participar do festival.
- Qatar- A Qatar Radio, membro associado da EBU, está se planejando para participar futuramente no festival em 2010, e espera poder estar liberada a sua participação no Festival. Sendo fora da área de cobertura da UER não pode participar do festival.[408]

#### Regressos
- Geórgia - Apesar de não ter marcado presença na Eurovisão 2009, a Geórgia confirmou a sua presença, a 18 de julho de 2009, na edição de 2010 do festival.[409]
- Itália  - A Itália, país que não participa no Festival Eurovisão da Canção desde 1997, foi convocada pela EBU de modo a regressar ao concurso.[410][411] No entanto, mais uma vez o país declinou o convite, mas não abandonou a hipótese de voltar ao concurso num futuro próximo.
- Marrocos – Marrocos participou apenas no Festival Eurovisão da Canção 1980, e desde ai nunca mais mostrou interesse em voltar ao concurso, até 2009, onde uma televisão Marroquina tentou por o país de volta no festival, porém como isso não aconteceu em 2009, espera-se que em 2010 Marrocos volte ao festival.[412]
- Áustria - Ausente desde 2007, quando ficou em penúltimo lugar da semifinal com somente quatro pontos, a Áustria anunciou por meio do diretor da Eurovision.tv, Bjorn Erichsen que o país iria a Oslo e esperava que países como o Luxemburgo e Liechtenstein também regressem e se estreassem respectivamente no concurso..[413] No entanto, e poucas horas depois da confirmação, a estação televisiva austriaca ORF veio a público desmentir a presençaa do país no festival no próximo ano, e que não está em cima da mesa um regresso ao festival nos próximos anos.[414] Já no início de 2009, a Áustria tinha confirmado a desistência da sua presença na Eurovisão da Dança, o que leva o país a estar de fora de todos os eventos eurovisivos.[415] A explicação apresentada para um não regresso ao festival, é o facto de a estação ORF considerar o evento arruinado com as regras em vigor, e pelo facto de que uma participação na Eurovisão não ficaria a menos de 400 mil euros, os quais o director da televisão austriaca prefere gastar noutros programas, como afirmou o mesmo.[416]
- Luxemburgo – O Luxemburgo não participa no Festival Eurovisão da Canção desde a edição de 1993, e esperava-se que tivesse integrado na edição de 2009.[417] Entretanto o país deixou de ser membro da EBU, o que tornou mais difícil e complicado o seu regresso. A 1 de setembro de 2009, a televisão luxemburguesa veio a público informar que a decisão final da participação do país seria anúnciada em Dezembro de 2009.[418] Até lá a televisão responsável irá estudar os vários pontos necessários à participação do país no concurso (especialmente a parte financeira do regresso ao concurso).[419] No dia 2 de setembro de 2009, tornou-se público que a cadeia televisiva luxemburguesa responsável, já havia contactado alguns compositores musicais, no entanto não confirmou o regresso ou não ao festival..[420] Porém, a cada dia que passava era cada vez mais certo, e quase definitivo que o país regressaria ao festival, devido às noticias que surgiam pelos principais sites de notícias sobre a Eurovisão, apenas faltando uma confirmação oficial.[421] A confirmação do regresso do país ao festival, passou então a estar marcada para Novembro/Dezembro, e o seu representante seria escolhido internamente. A 6 de setembro de 2009, o Luxemburgo foi apresentado como país concorrente e presente no Festival Eurovisão da Canção 2010, no entanto a formalização da sua entrada, assim como os seus planos para a sua apresentação, só seriam apresentados formalmente em Dezembro (como planeado de início).[422] No entanto, apenas quinze dias depois da confirmação do país no festival, a RTL veio a público dizer que o país não participaria na edição de 2010, e que todos os planos e conversações tomados/efectuados até à data seriam parados e cancelados, não dando nenhuma explicação para tal decisão.[423] O regresso do país, é agora esperado para o Festival Eurovisão da Canção 2011.
- Mónaco - O Mónaco, país que não participa no Festival Eurovisão da Canção desde 2007, foi convocado pela EBU de modo a regressar ao concurso,[424] no entanto a 3 de setembro de 2009, a cadeia Monesca confirmou que não voltaria ao festival em 2010, devido a dificuldades financeiras (de lembrar que o custo de uma participação na Eurovisão é de no mínimo 140 mil euros)..[425][426] sem a ajuda do governo, é impossível para o Mónaco suportar a despesa. Também foi posto em causa, o facto se o Mónaco vencesse o concurso, como o organizaria (seria numa parceria com a TF1, televisão francesa). No entanto, caso participasse, a cadeia televisiva, procuraria artistas americanos para o evento, tendo mesmo afirmado existir um trio de irmãos na América que poderia ser uma boa aposto. Não obstante, a cadeia não põem de parte o regresso ao festival no futuro, mas sem avançar qualquer ano.[427]
- San Marino - São Marino não participou no Festival Eurovisão da Canção 2009 devido a dificuldades financeiras. No entanto, encontra-se a estudar a hipótese entre participar na Eurovisão da Canção sénior ou na Eurovisão Júnior, no entanto, é bem provável que participe no Festival Eurovisão da Canção 2010.[428] A 26 de setembro de 2009, a SMTV anúnciou que daria a resposta final da participação de São Marino na Eurovisão da Canção 2010, a 9 de Outubro de 2009.[429] No entanto tal não ocorreu, não sendo agendada nenhuma data para tal anúncio até a meio do mês de Novembro, onde foi anúnciado que a televisão san marinense faria a escolha até 15 de Dezembro, último dia definitivo para as inscrições e desistências sem penalizações.[430] Porém, no dia 19 de Novembro, foi avançado que o país faria um anúncio nos dias seguintes, confirmando a sua participação, estando a televisão san marinense apenas à espera de fechar contrato com Paola & Chiara, as representantes de San Marino na Eurovisão 2010.[431] Apesar das negociações com o duo de cantoras, a televisão San Marinense resolveu não participar na edição de 2010 do festival, no entanto não desmente a hipótese de voltar noutra edição.[432]

#### Retiradas
- Andorra - O director da televisão andorrina, ATV afirmou que o orçamento para a edição 2010 do festival seria reduzido 10%, o que poderia levar a que o país tivesse que desistir do festival, havendo a hipótese de participar de dois em dois anos, ou mesmo em três.[433][434] No ano anterior o país gastou 140 mil euros na sua participação, no entanto, e tal como afirmou o director da estação, para uma participação de alta qualidade, a televisão não deveria gastar menos de 300 mil euros.[435] A decisão da participação de Andorra no Festival Eurovisão da Canção 2010, foi agendada para Setembro de 2009, numa reunião da ATV, no entanto nenhuma decisão final saiu da mesma reunião.[436][437] A 13 de novembro de 2009, dois dias antes do fim do prazo para a submissão de candidaturas na EBU para participar na Eurovisão 2010, a ATV realizou uma reunião final, para decidir de uma vez por todas se o país estaria presente em Oslo, em 2010. A decisão mais provável seria a de desistência do país, a qual foi severamente e prontamente criticada por vários artistas e músicos andorrinos, que afirmam que o facto de a televisão reduzir os custos, não significa uma desistência do festival, e que as músicas que têm representado o país nos últimos anos, não representam bem o panorama musical do país.[438] No final, foi confirmado que Andorra se inscreveria para a edição de 2010 do Festival Eurovisão da Canção, mas que a hipótese de desistir ainda não estava completamente descartada, mas seria já um caminho sem grande proveito. A televisão afirmou ter algum dinheiro de parte para a participação do país, e que iria ainda procurar apoios financeiros externos ao canal.[439] No entanto, e depois de uma confirmação prévia, Andorra, anteriormente confirmada resolveu retirar-se do festival em 2010, devido a não ter meios monetários para suportar a participação.[440] Não obstante disso, o país deixa em aberto regressar na edição de 2011, e irá decidir se transmite o festival a partir de Oslo, que custa apenas 4 mil euros. O orçamento para a participação do país, estava dado com apenas 18 mil euros. Em 2009, a participação mais barata custou 140 mil euros, com isto, a televisão andorrina viu-se obrigada a cancelar os planos para 2010 (de lembrar que em 2004, o país gastou mais de 300 mil euros com a sua participação).[441][442]
- Arménia - A Arménia foi um país inicialmente confirmado para a Eurovisão 2010, no entanto devido aos conflitos existentes no festival Eurovisão 2009, com o Azerbaijão, o país poderia retirar-se como forma de protesto. Porém, a 8 de dezembro de 2009, a EBU revelou que sancionaria a televisão do Azerbaijão com uma multa de 2700 euros, devido aos seus actos em 2009 (igual multa, foi também aplicada à TVE, televisão espanhola, devido aos problemas ocorridos durante a Eurovisão 2009).[443][444] A 9 de Dezembro, a participação do país foi oficialmente e determinantemente confirmada, através do chefe da delegação armeniana, que afirmou que os preparativos para a escolha do rpresentante já estão em curso, e que a 15 de Dezembro, farão um anúncio a explicar o processo.
- Bósnia e Herzegovina- A Bósnia e Herzegovina, com representante e canção já escolhida, a apresentar ao público em Março, poderá a vir a ser desqualificada/banida do Festival Eurovisão da Canção 2010 (assim como a perder os direitos de transmissão do Mundial de Futebol de 2010). Isto deve-se ao facto da televisão Bósnia dever 2,5 milhões de euros á EBU em cotas. Para que o país possa participar na Eurovisão 2010, foi estipulado pela EBU que este terá de pagar 250 mil euros até 30 de Abril de 2010, caso contrário, a Bósnia e Herzegovina terá de abandonar o festival.[445][446][447]
- Chéquia- A directora da TV Checa CT, Kateřina Fričová, confirmou que o país irá abandonar o Festival devido as más audiências no país. Para os especialistas, O Festival não tem a devida audiência devido ao facto de que a República Checa nunca passou a final desde de que ingressou na Eurovisão.[448]
- Hungria - Devido aos maus resultados obtidos pelo país, e aos elevados custos de participação, a televisão MTV, responsável pela participação hungara, ponderou a hipótese de boicotar a edição de 2010 da Eurovisão. O facto de a televisão não ter emitido nenhuma reacção desde Maio de 2009, causou preocupações entre o povo húngaro, que desejava a participação/presença do país no festival.[449] A televisão pública da Hungria, MTV, anunciou a 22 de outubro de 2009 que, devido a motivos financeiros, o país iria ficar de fora do Festival Eurovisão da Canção 2010.[450]
- Lituânia - Devido ao facto da LRT, televisão da Lituânia responsável pela representação do país no concurso, estar a passar por dificuldades financeiras, o canal pondera agora a hipótese de desistir do festival por um ano. A Eurovisão, é a maior despesa que o canal tem anualmente, e a não participação numa edição em tempo de crise, levaria a que as contas da estação ficassem mais equilibradas. No entanto a ainda possível participação não está descartada, estando a televisão a estudar com vários parceiros, a maneira mais barata de participar na edição de 2010 da Eurovisão.[451] No entanto, a 15 de dezembro, o país acabou por confirmar uma retirada primária do festival. Não estando confirmado neste dia, o país ficaria fora da lista de confirmações, no entanto, a LRT entrou em negociações com a EBU para poder entrar no festival mais tarde, caso arranja-se dinheiro para a participação (de lembrar que a Lituânia não aceitou o convite da EBU, para não ser penalizada por desistir depois de 15 de Dezembro).[452][453] No entanto, quando a lista final de participantes foi revelada no último dia do ano de 2009, a lituânia fazia parte da lista, pelo que se tornou no 39º e último país a ser confirmado para a Eurovisão 2010.[454]
- Montenegro - A 17 de novembro de 2009, a cadeia televisiva montenegrina, anúnciou a sua retirada do festival, depois de ter participado apenas três anos como independente. Esta retirada devesse a motivos financeiros, relacionados com a crise mundial da altura.[455][456]
- Bielorrússia - A BTRC deixou de ser membro da EBU. Perante isto, a estação ONT, 2º canal bielorrusso, candidatou-se à EBU, mas a sua candidatura só vai ser discutida em Dezembro de 2009, e o prazo de inscrições no Festival termina a 15 de Novembro de 2009. Sem estação-membro da EBU até à data de fecho das inscrições, é bem provável que a Bielorrússia não possa participar nesta edição do Festival.[457] No entanto as algumas regras poderão ser ainda mudadas no que toca à adesão de uma estação televisiva à EBU, isto em parte por causa da estreia do Liechtenstein que só precisa que a televisão do país se torne membra da EBU. No final, a BTRC acabou por confirmar que ainda realizaria as actividades necessárias à participação bielorrussa em 2010, mas que em 2011 essas responsabilidades passariam para as mãos da ONT.[458]
- Espanha- A participação da Espanha esteve pendente devido ao facto da transmissão em delay da segunda semifinal da Eurovisão em 2009, fazendo com que a Espanha pudesse vir a ter alguma punição por parte EBU, talvez até uma suspensão de 5 anos. No entanto, e no final acabou por ser confirmado que a EBU não irá sancionar Espanha.[459] Por isso, Espanha já não é considerada como um país que possa vir a desistir do festival em 2010
- Estónia - A Estónia pode cancelar a sua participação no Festival de 2010 por problemas financeiros.[460] A estação de televisão ERR viu-se obrigada a fazer um corte de 7% no orçamento para o Festival Eurovisão da Canção 2010, o que poderia levar o país a boicotar a Eurovisão por um ano, regressando apenas em 2011. Porém, mesmo que a Estónia não vá à Eurovisão, a cadeia televisa confirmou que realizaria o Esti Laul, o famoso programa anual estónio que elege o representante do país para a Eurovisão[461] No entanto esta notícia saiu após uma pré-confirmação do país no festival, pelo que a Estónia é vista como confirmada, mas com a hipótese de sair do evento. A 29 de outubro de 2009, a televisão Estónia voltou a afirmar que o cenário mais provável seria a desistência do festival.[462] No entanto, a 6 de novembro de 2009, foi confirmado pela canal de televisão estónio, Eesti Rahvusringhääling (ERR), que o país seria representado em Oslo, e que haveria uma parceria para ajudar a suportar os custos inerentes à participação do país.[463]
- Irlanda- Devido aos seus maus resultados nos últimos dois festivais (principalmente), a Irlanda não descartou a hipótese de desistir do festival. O país culpou o facto dos países de leste votarem uns nos outros, e os votos vizinhos efectuados por toda a Europa. O debate foi lançado no país, para decidir se este continuaria ou não na Eurovisão.[464] No entanto, a participação do país acabou por ser confirmada.
- Macedónia do Norte- A Macedónia considerou boicotar o festival em 2010, devido ao facto de nas duas últimas edições ter sempre ficado em 10º nas semifinais, mas devido aos júris, nunca consegue passar à final. A sua justificação de retirada está a criar alguma polémica. A televisão da Macedóia, "pôs" no ar, um debate para que júris, músicos e população, possam decidir se o país deveria ou não continuar no festival.[465][466] Passada a discussão, o país acabou por confirmar participação no último dia do mês de Outubro.

### Estatísticas

#### Artistas repetentes
Ao longo da história, mais de 1500 artistas pisaram o palco Eurovisão, vários destes artistas repetiram a sua experiência eurovisiva uma ou mais vezes. Em 2010, os repetentes foram:
| País (2010) | Foto            | Artista        | Ano(s) Anterior(es) | País Representado    | Canção         | Tradução       | Pontuação | Classificação |
| ----------- | --------------- | -------------- | ------------------- | -------------------- | -------------- | -------------- | --------- | ------------- |
| Croácia     |                 | Feminnem       | ESC 2005            | Bósnia e Herzegivina | "Call Me"      | Chama-me       | 79        | 14º           |
| Irlanda     | Niamh Kavanagh. | Niamh Kavanagh | ESC 1993            | Irlanda              | "In Your Eyes" | Nos teus olhos | 187       | 1º            |

## Outros Factos de Registo
O site aqa.63336.com Arquivado em 22 de julho de  2010, no Wayback Machine. fez uma análise a quem mais e menos falhou notas durante a final do Festival. Caso o vencedor fosse quem menos falhou, teria sido a Bélgica. Abaixo, uma lista, ordenada de quem mais falhou para quem menos falhou:
| Classificação (notas falhadas) | País                 | Artista                       | Canção                          | Notas Falhadas | Mudanças de Chaves mais "chocantes" | Chaves no Álbum | Classificação Real |
| ------------------------------ | -------------------- | ----------------------------- | ------------------------------- | -------------- | ----------------------------------- | --------------- | ------------------ |
| 1º                             | Sérvia               | Milan Stanković               | "Ovo Je Balkan" (Oво je Балкан) | 117            | 0                                   | G Menor         | 13º (72 pts.)      |
| 2º                             | Moldávia             | SunStroke Project & Olia Tira | "Run Away"                      | 71             | 0                                   | Eb Menor        | 22º (27 pts.)      |
| 3º                             | Alemanha             | Lena Meyer-Landrut            | "Satellite"                     | 64             | 0                                   | B Menor         | 1º (246 pts.)      |
| 4º                             | Reino Unido          | Josh Dubovie                  | "That Sounds Good to Me"        | 49             | 0                                   | G Maior         | 25º (10 pts.)      |
| 5º                             | Grécia               | "OPA"                         | Giorgos Alkaios & Friends       | 46             | 0                                   | Ab Maior        | 8º (140 pts.)      |
| 6º                             | Espanha 2ª Actuação  | Daniel Diges                  | "Algo pequeñito"                | 38             | 2                                   | D Menor         | 15º (68 pts.)      |
| 7º                             | Azerbaijão           | Safura Alizadeh               | "Drip Drop"                     | 31             | 0                                   | Eb Menor        | 5º (145 pts.)      |
| 8º                             | Albânia              | Juliana Pasha                 | "It's all about you"            | 31             | 0                                   | F Menor         | 16º (62 pts.)      |
| 9º                             | Dinamarca            | Chanée & N'evergreen          | "In a Moment Like This"         | 29             | 1                                   | F# Maior        | 4º (149 pts.)      |
| 10º                            | Islândia             | Hera Björk                    | "Je ne sais quoi"               | 27             | 1                                   | Eb Menor        | 19º (41 pts.)      |
| 11º                            | Espanha 1ª Actuação  | Daniel Diges                  | "Algo pequeñito"                | 27             | 2                                   | D Menor         | 15º (68 pts.)      |
| 12º                            | Ucrânia              | Alyosha                       | "Sweet People"                  | 26             | 0                                   | E Menor         | 10º (108 pts.)     |
| 13º                            | Israel               | Harel Skaat                   | "Milim" (מילים)                 | 23             | 1                                   | AB Menor        | 14º (71 pts.)      |
| 14º                            | Portugal             | Filipa Azevedo                | "Há dias assim"                 | 22             | 2                                   | F# Maior        | 18º (43 pts.)      |
| 15º                            | Bielorrússia         | 3+2                           | "Butterflies"                   | 22             | 1                                   | C Maior         | 24º (18 pts.)      |
| 16º                            | França               | Jessy Matador                 | "Allez! Ola! Olé!"              | 21             | 1                                   | Ab Menor        | 12º (82 pts.)      |
| 17º                            | Arménia              | Eva Rivas                     | "Apricot stone"                 | 21             | 0                                   | B Menor         | 7º (141 pts.)      |
| 18º                            | Bósnia e Herzegovina | Vukasin Brajic                | "Thunder and lightning"         | 19             | 0                                   | F Menor         | 17º (51 pts.)      |
| 19º                            | Turquia              | maNga                         | "We Could Be The Same"          | 20             | 0                                   | D Menor         | 2º (170 pts.)      |
| 20º                            | Geórgia              | Sopho Nizharadze              | "Shine"                         | 19             | 0                                   | G Maior         | 9º (136 pts.)      |
| 21º                            | Roménia              | Paula Seling & Ovi            | "Playing With Fire"             | 17             | 0                                   | E Menor         | 3º (162 pts.)      |
| 22º                            | Irlanda              | Niamh Kavanagh                | "It's for You"                  | 13             | 1                                   | 141             | 23º (25 pts.)      |
| 23º                            | Rússia               | Peter Nalitch Band            | "Lost and Forgotten"            | 13             | 0                                   | C Maior         | 11º (90 pts.)      |
| 24º                            | Noruega              | Didrik Solli-Tangen           | "My Heart Is Yours"             | 10             | 2                                   | D Maior         | 20º (35 pts.)      |
| 25º                            | Chipre               | Jon Lilygreen & The Islanders | "Life Looks Better In Spring"   | 9              | 0                                   | C Maior         | 21º (27 pts.)      |
| 26º                            | Bélgica              | Tom Dice                      | "Me and My Guitar"              | 8              | 0                                   | A Maior         | 6º (143 pts.)      |

### Notícias (oficial)
- «Site Oficial do Festival Eurovisão da Canção»
- «Site Oikotimes, noticias sobre a Eurovisão, o mais lido em Portugal»
- «Site EscToday, noticias sobre a eurovisão»
- «Site Português, noticias sobre a eurovisão»
- «Esctime, noticias sobre o tema»
- «Noticias do festival pelo site Eurovisionary» Arquivado em 30 de junho de  2009, no Wayback Machine.
- «The Land Of The Sea, site português com notícias»

### Festival 2010
- «NRK: Televisão Norueguesa»
- «Melodi Grand Prix»
- «Petição para o regresso da Itália ao Festival em 2010». e ao Festival em geral